# Rue Monsieur-le-Prince
La rue Monsieur-le-Prince est une voie située dans le quartier de l'Odéon du 6e arrondissement de Paris.

## Situation et accès
Ce site est desservi par la station de métro Odéon.
Voies rencontrées
La rue Monsieur-le-Prince rencontre les voies suivantes, dans l'ordre des numéros croissants (« g » indique que la rue se situe à gauche, « d » à droite) :
- Début : carrefour de l'Odéon
  - rue Dupuytren (g)
  - rue Antoine-Dubois (g)
  - rue Casimir-Delavigne (d)
  - rue Racine
  - rue de Vaugirard
- Fin : boulevard Saint-Michel

Ce site est desservi par la station de RER : Luxembourg.

## Origine du nom
Elle porte ce nom en raison de la proximité de l'hôtel du prince de Condé, premier prince du sang de France.

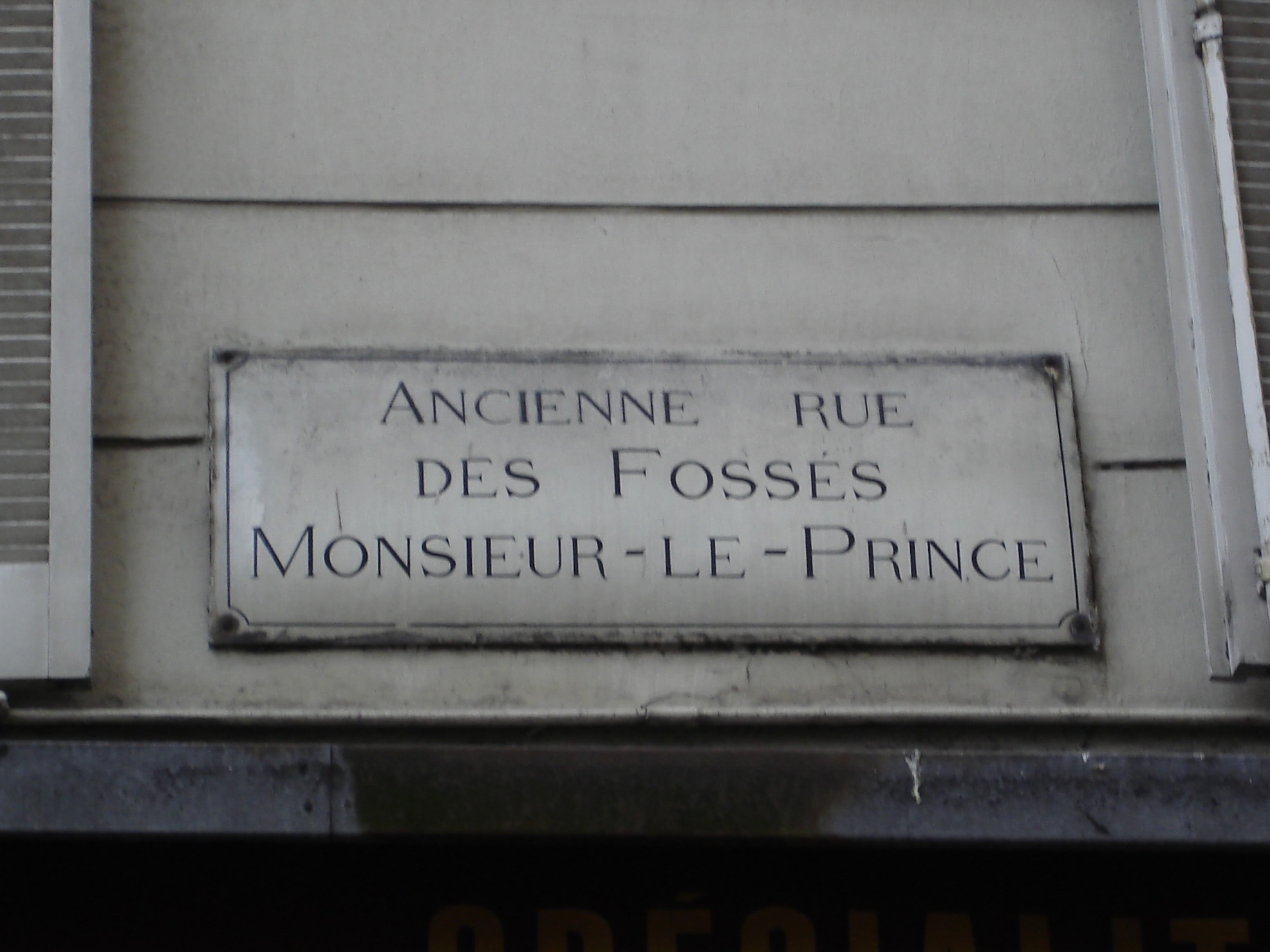
Ancien nom de la rue.

## Historique

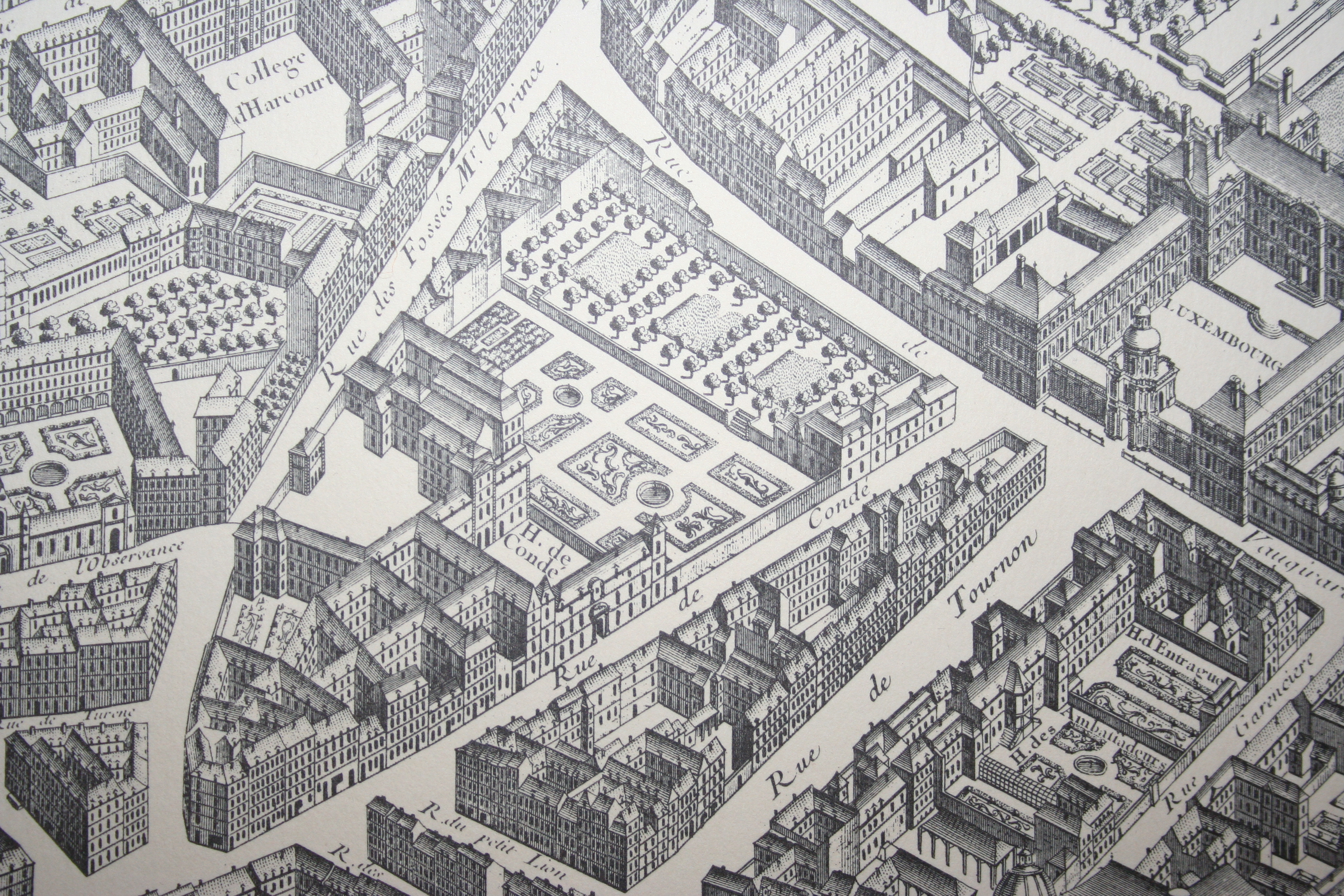
Hôtel de Condé vers 1740 (plan de Turgot).

La rue Monsieur-le-Prince a tout d'abord été un chemin qui longeait l'enceinte de Paris. Dans sa partie entre le boulevard Saint-Michel et la rue de Vaugirard, elle a eu successivement les noms suivants : « chemin de Dessus les Fossés » (1419) ; « chemin allant à la Porte Saint-Michel » (1510) ; puis « rue des Fossés Saint-Germain » (1559 à 1582) et enfin « rue des Fossés Monsieur le Prince », devenue « rue de la Liberté » pendant la période révolutionnaire, de 1793 à 1805. Une autre rue des Fossés-Saint-Germain était située rive droite, en référence à l'église Saint-Germain-l'Auxerrois : elle devint rue Perrault.
L'hôtel du prince de Condé s'étendait jusque-là vers les fossés. En 1770, le Roi acquiert à la famille Condé les terrains à l'emplacement qu'occupait l'hôtel. Cet ensemble compris entre la rue de Vaugirard, la rue Monsieur-le- Prince et la rue de Condé permettra à la ville de construire le théâtre de la Comédie-Française, devenu par la suite, le théâtre de l'Odéon. Sur le reste du terrain, la ville construit un lotissement dont les immeubles seront très prisés par les comédiens et les artistes. Les immeubles des nos 2 à 10 et nos 9 à 21 de la rue font partie de ces constructions de la fin du XVIIe siècle.
En 1804, le général Charles Pichegru et Georges Cadoudal, figure emblématique de la chouannerie, organisent un complot contre le Premier consul, ayant pour but de l'enlever. Après l'arrestation de Pichegru, Cadoudal sera arrêté le 9 mars 1804, rue Monsieur-le-Prince, après une course-poursuite, et après avoir tué deux agents. Il sera guillotiné le 25 juin 1804.
La partie située entre la rue Vaugirard et le boulevard Saint-Michel s'appelait, avant 1851, « rue des Francs-Bourgeois-Saint-Michel » (l'épithète Saint-Michel est tardive et administrative, servant à la distinguer des deux homonymes).
C’est devant le no 20 que succomba l'étudiant Malik Oussekine, frappé à mort par la police lors du mouvement étudiant contre la loi Devaquet, le 6 décembre 1986. Une plaque commémorative a été dévoilée à l'occasion du vingtième anniversaire de son décès par le maire de Paris Bertrand Delanoë.
La rue compte de nombreux restaurants japonais et de nombreuses librairies, dont la Librairie orientale H. Samuelian fondée en 1930.

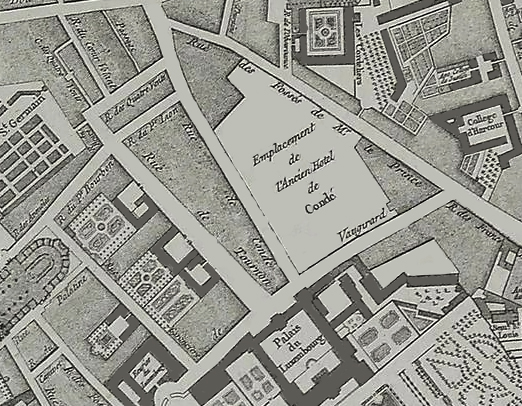
La rue des Fossés de Monsieur le Prince (plan de Jaillot), 1775.
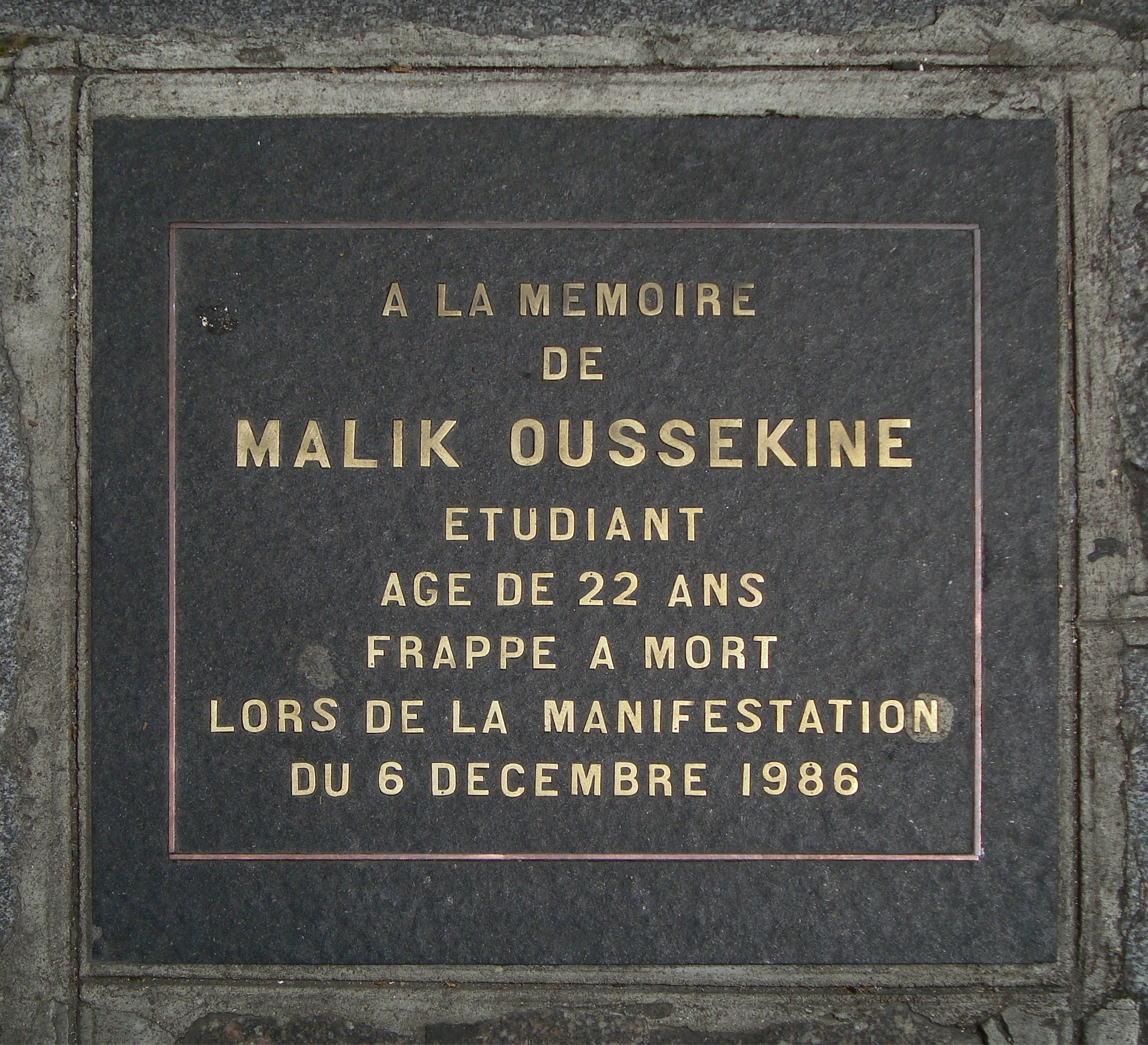
Plaque commémorative apposée rue Monsieur-le-Prince.

## Bâtiments remarquables et lieux de mémoire
- No 2 : cet immeuble possède trois façades, donnant sur la rue de l'Odéon, le carrefour de l'Odéon et la rue Monsieur-le-Prince. Il fait partie du lotissement construit à la fin du XVIIe siècle sur les terrains libérés après la destruction de l'hôtel du prince de Condé. C'est à cette adresse qu'est décédé le 22 avril 1873 l'artiste peintre Théophile Vauchelet (1802-1873) qui y avait son atelier et son logement. Le sociologue Albert Bayet y vit de 1910 à 1961 ; une plaque lui rend hommage.

- No 4 : nommé hôtel de Bacq ou hôtel de Darlons, le bâtiment originel, dont il ne reste que le portail et la fenêtre, a été édifié en 1750 sur l'emplacement des écuries du prince de Condé pour Pierre Darlons, secrétaire du prince de Condé. Il possède une porte monumentale en plein cintre, sculptée, entourée de deux pilastres et surmontée d'une fenêtre à ailerons sculptés de bas-reliefs de plantes et d'oiseaux. L'ensemble, vantaux et fenêtre du premier étage, a été inscrit en 1926 à l'inventaire supplémentaire des monuments historiques. Les appuis de fenêtres sont en fer forgé.
  - Selon l’historien Jacques Hillairet, la porte aurait servi d’entrée au « passage du Riche-Laboureur », qui reliait la rue à la rue de Condé, avant le percement de la rue de l'Odéon[2].

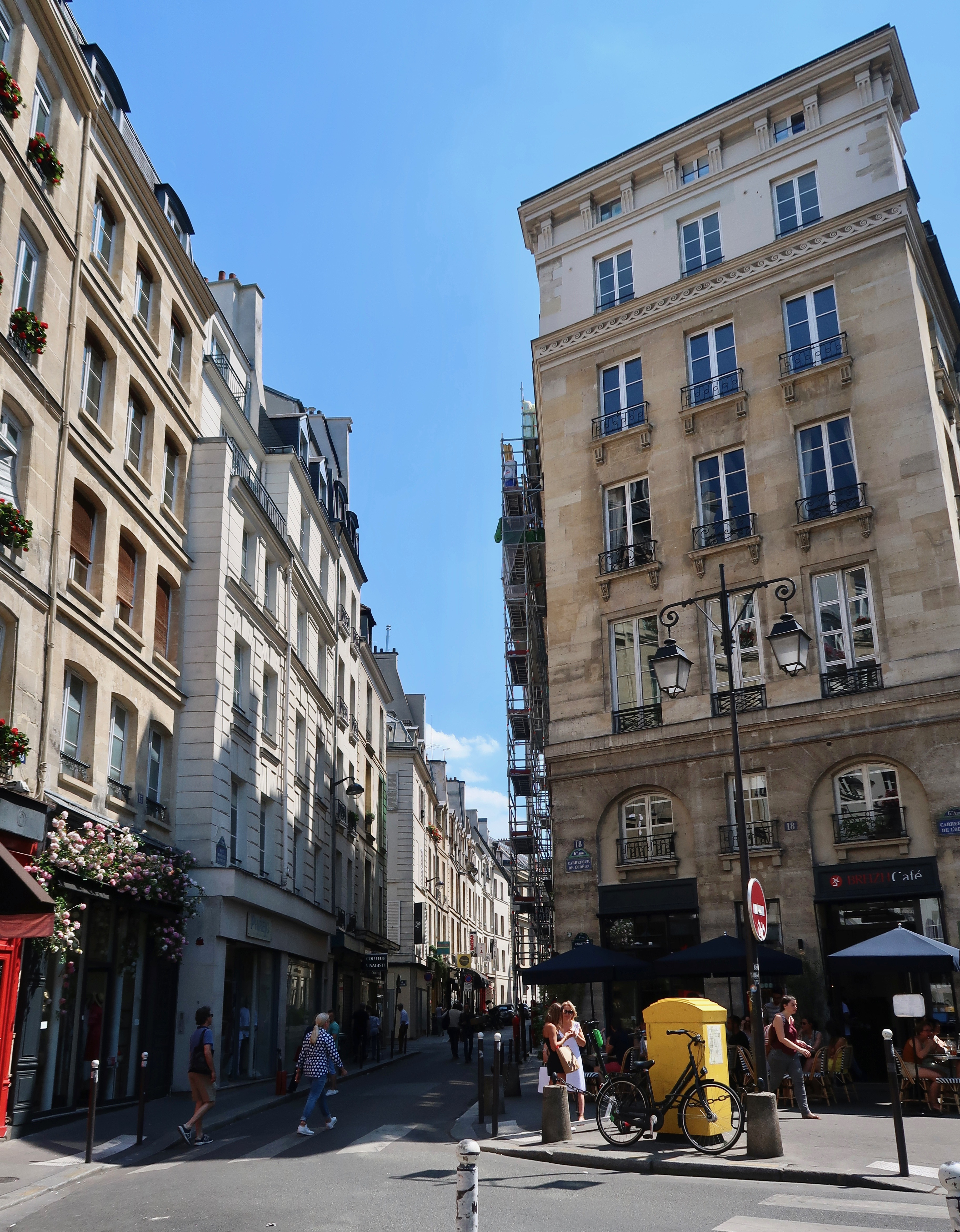
Immeuble du 2, rue Monsieur-le-Prince.
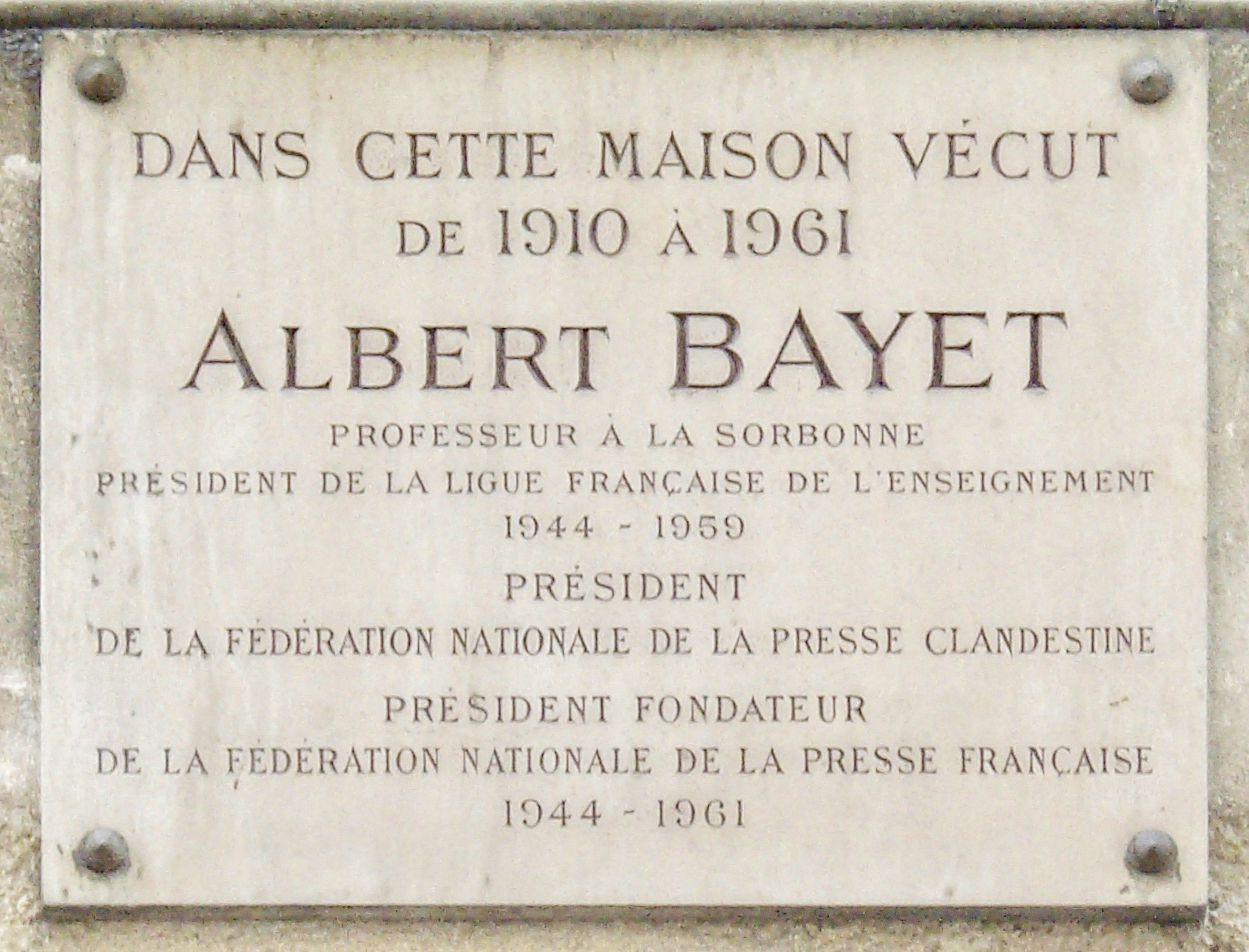
Plaque au n°2.
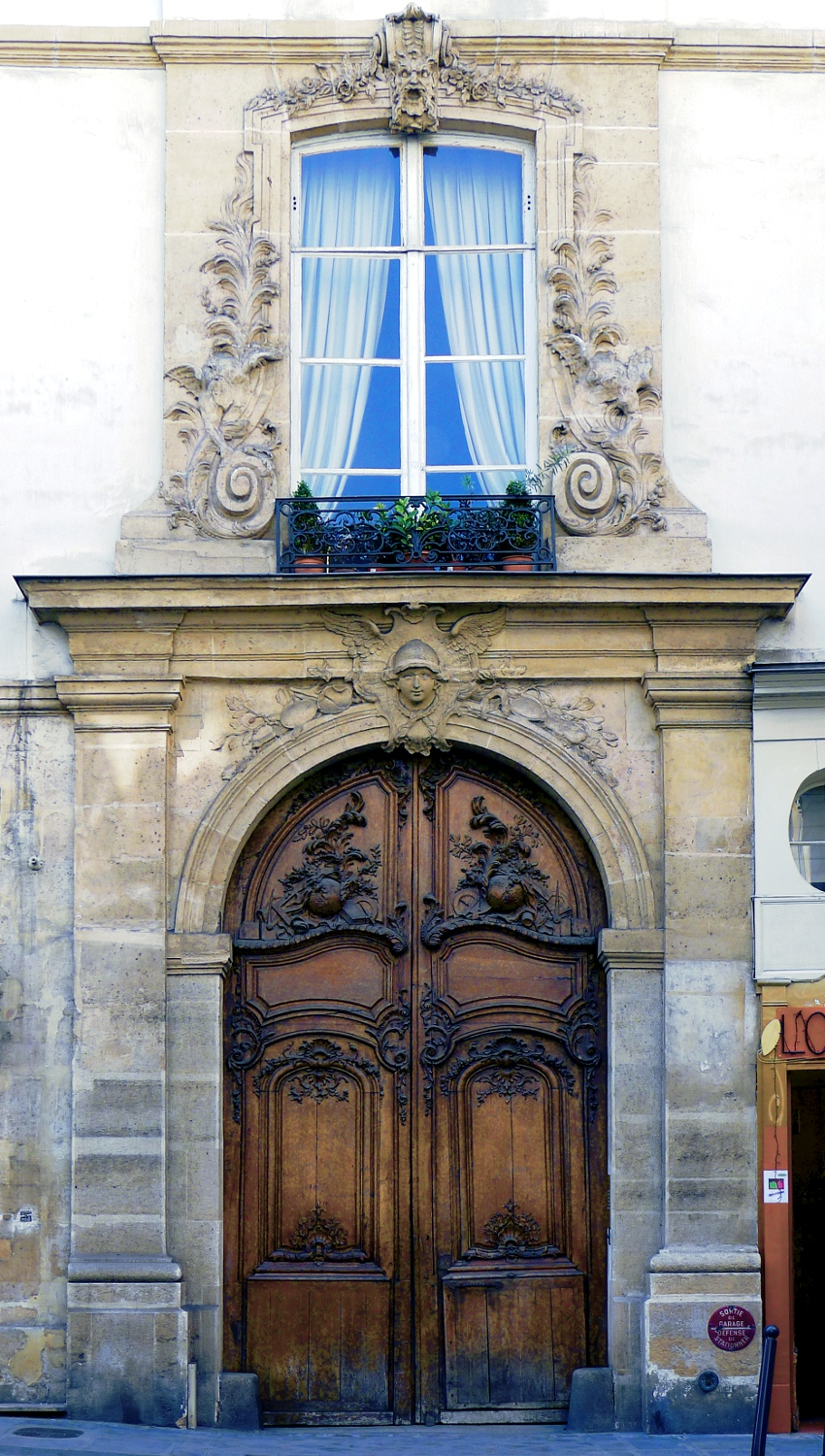
Porte de l'hôtel de Bacq, 4, rue Monsieur-le-Prince.
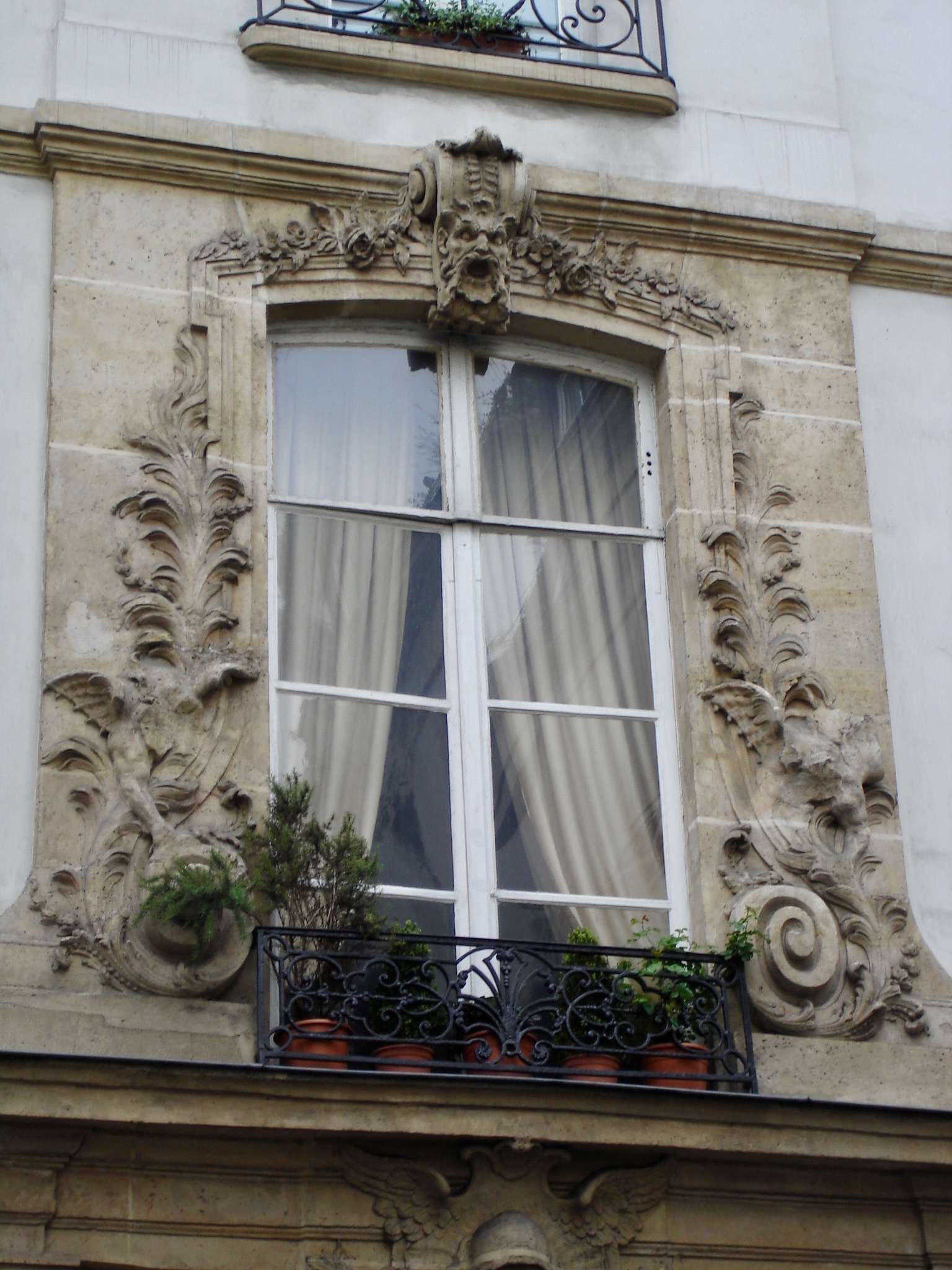
Détail de la fenêtre du 4, rue Monsieur-le-Prince.

- No 10 : Auguste Comte habita au second étage de cet immeuble de la fin du XVIIIe siècle, de 1841 à 1857. Il recevait alors dans son appartement les membres de la Société positiviste, et y a rédigé son dernier volume du Cours de philosophie consacré essentiellement à la sociologie.

L'appartement a été restauré et transformé en musée. Il a été reconstitué tel qu'il existait à la mort d'Auguste Comte. La restauration de l'appartement a été faite dans les années 1960 sous la direction de l'ambassadeur brésilien à l'Unesco, Paulo Carneiro. Une plaque commémorative a été apposée sur la maison.
- No  14 : cet immeuble de quatre étages plus combles, en briques et pierres, style Napoléon III, possède une porte en bois sculptée à arc brisé en lancette, sur lequel s'appuient deux sculptures féminines, l'une représentant une libertine et l'autre une studieuse. Un mascaron orne la pointe de la lancette. Le tympan en bois est percé d'une fenêtre avec appui en fer forgé. Le compositeur Camille Saint-Saëns habita dans cet immeuble de 1877 à 1889, de même que l'homme de lettres noir américain Richard Wright de 1948 à 1959. Des plaques commémoratives ont été posées sur l'immeuble. Paul Léautaud y vécut aussi quelques mois en 1892, dans une chambre de bonne.

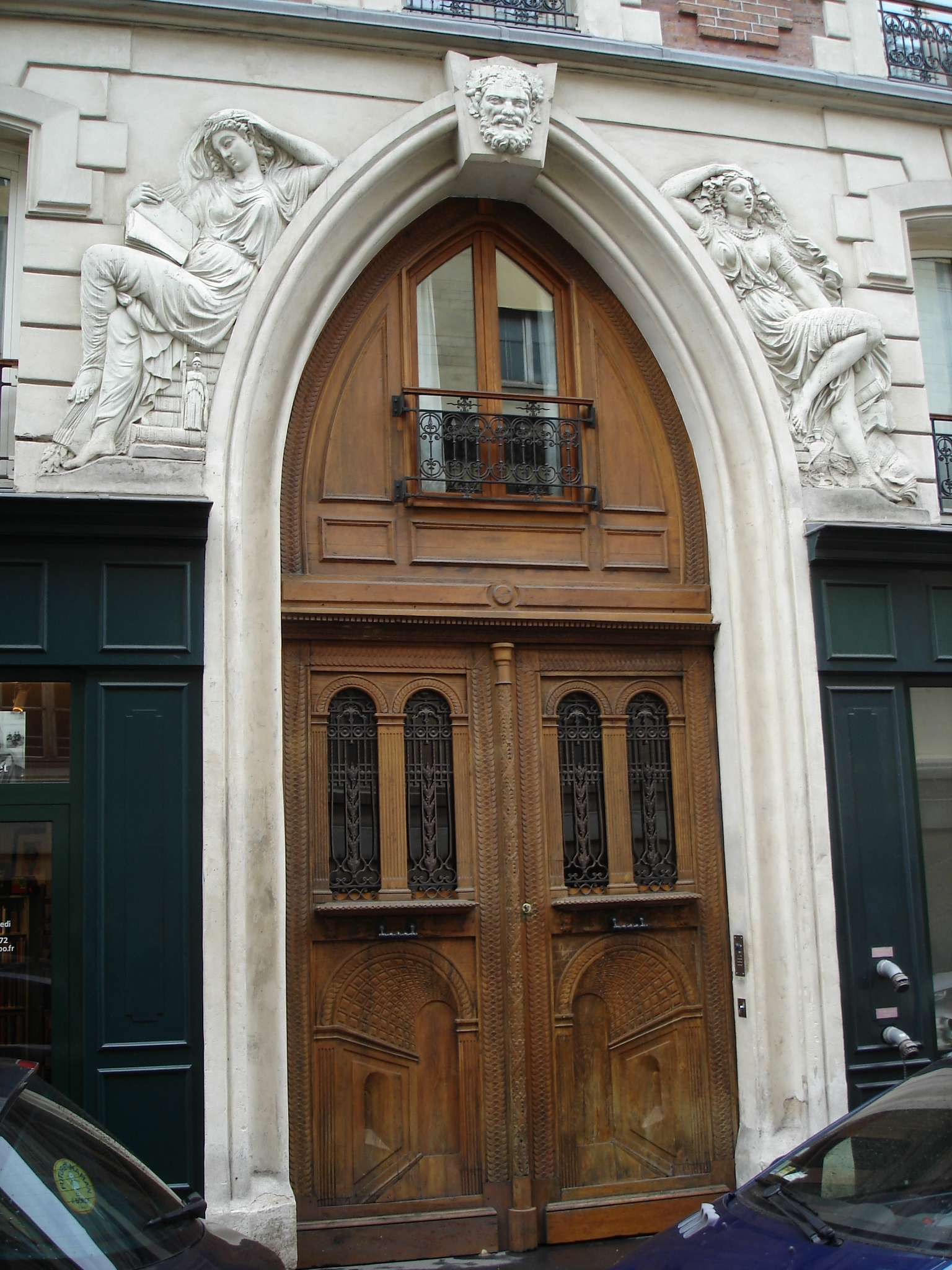
Porte en bois sculpté du 14, rue Monsieur-le-Prince.
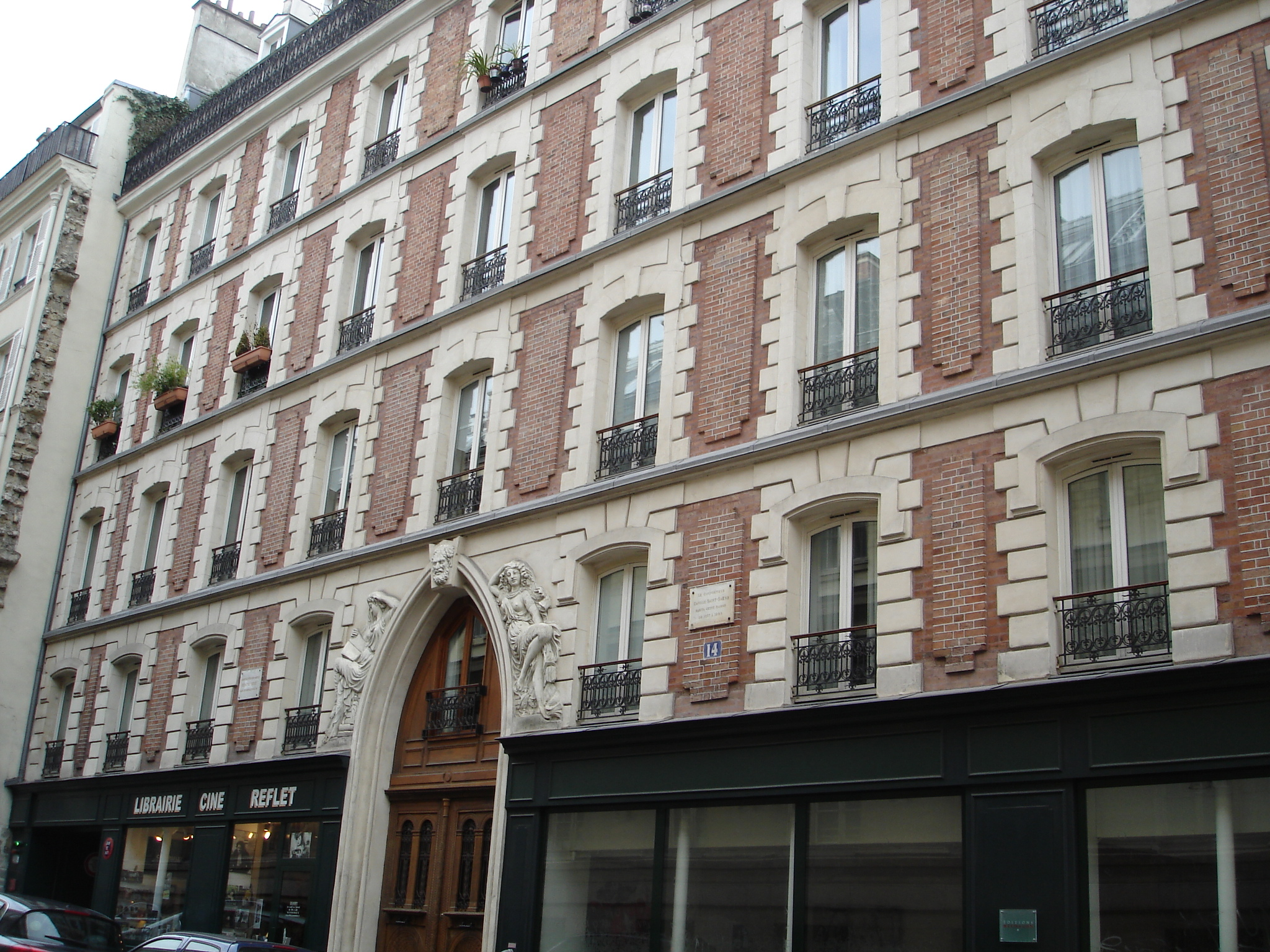
Immeuble du 14, rue Monsieur-le-Prince (vue générale).
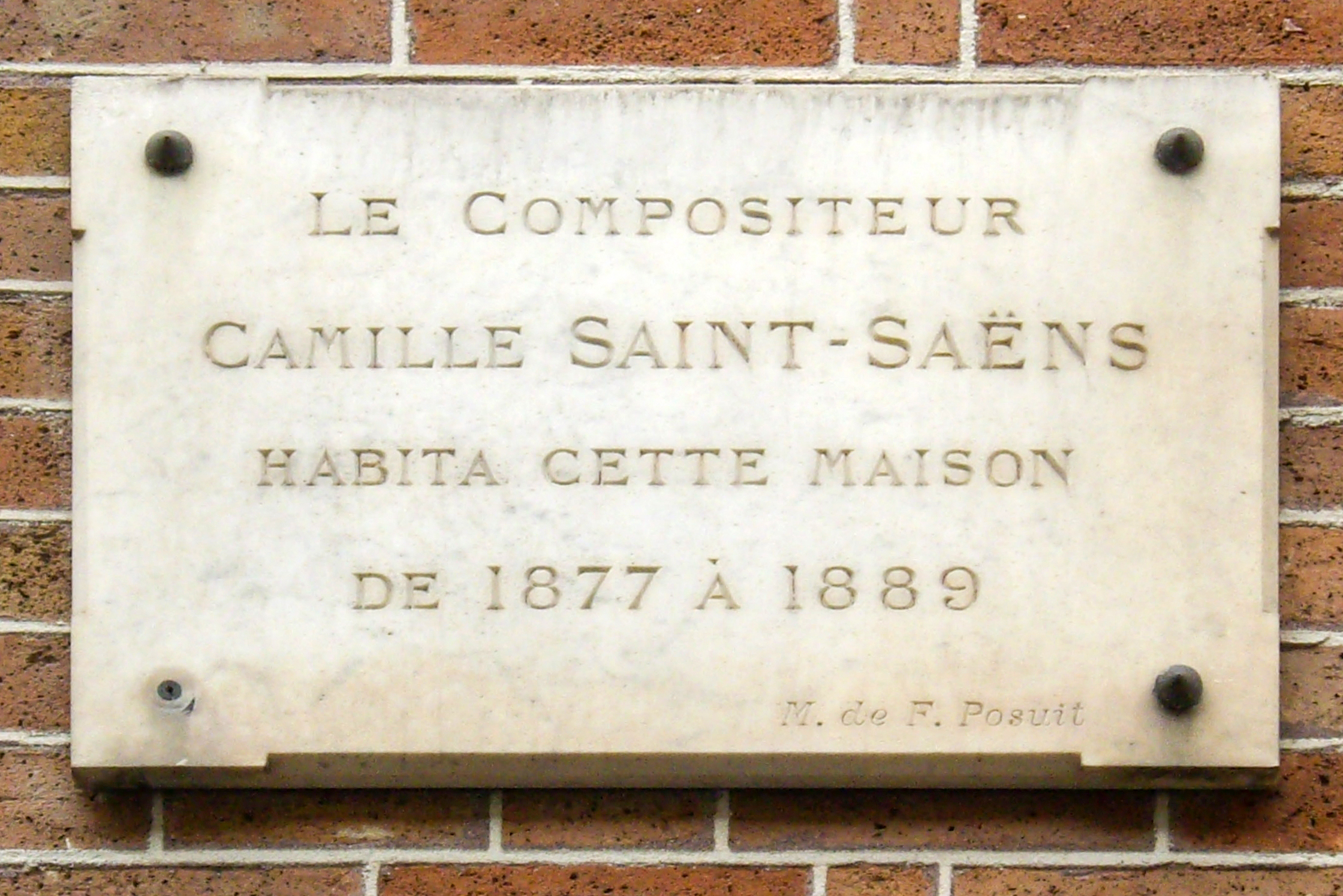
Plaque.
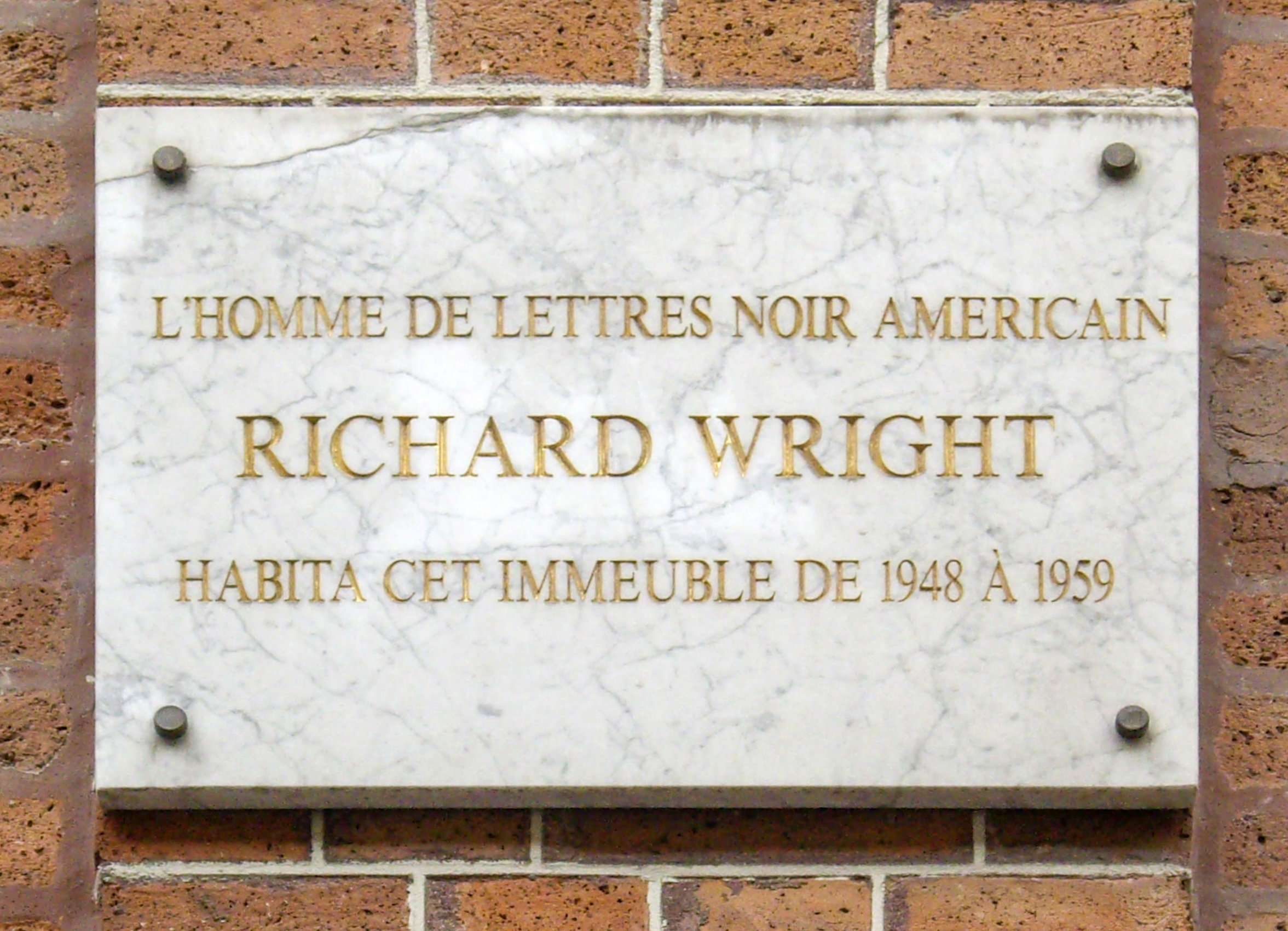
Plaque.
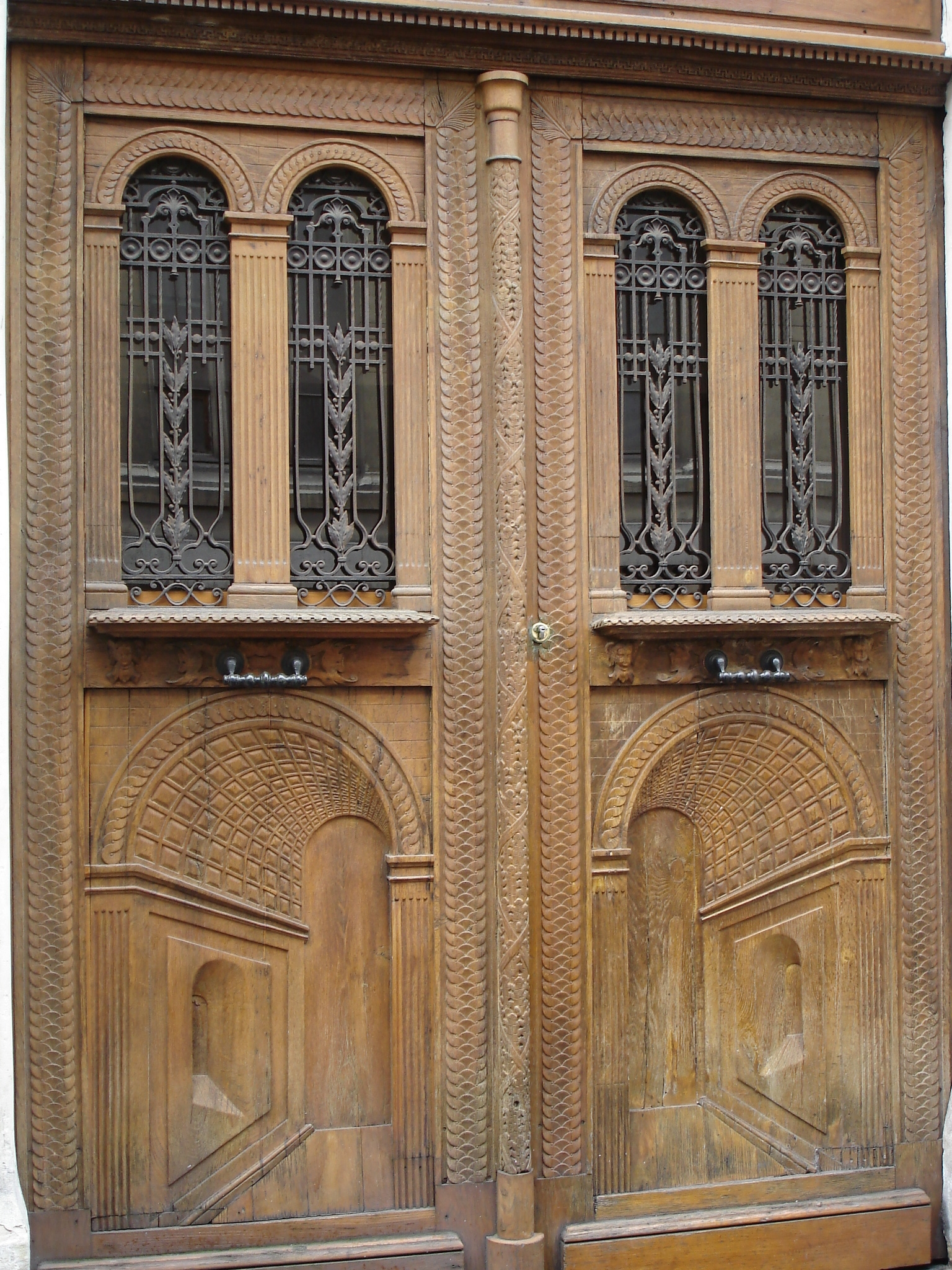
Détail des boiseries de la porte.

- No 15 : L'Escale, le plus ancien bar latino de Paris. Lieu de rencontre où pendant les années 1950 et 1960, des légendes de la musique latine (hispanique et sud-américaine) se produisent dans sa cave, de Paco Ibanez à Violeta Parra (qui habitait dans cette rue pendant quelques années au début des années 1960). C'est dans l'effervescence latino-américaine entourant ce cabaret (parfois rebaptisé « peña » pour l'occasion, comme le Quartier latin renommé « Barrio Latino »), que sont nés des groupes comme Los Incas, Los Calchakis, Los Machucambos, lesquels sont avec quelques autres à l'origine de l'extraordinaire renouveau qu'ont connu les musiques latines et la musique andine en France et en Europe dans la deuxième moitié du XXe siècle[3]. D'autres grands noms latinos suivront leurs pas, comme Tito Puente et Yuri Buenaventura. L'écrivain argentin Julio Cortázar situe aussi dans cette rue l'adresse du photographe chilien (Sergio Larrain?), protagoniste de son histoire Las babas del diablo, adapté au cinéma pour Michelangelo Antonioni dans le film Blow-Up.
- No 16 : Société des poètes français.
- No 22 : cette maison ancienne comprend une cour arborée et décorée. C'est dans son atelier, situé dans cet ancien hôtel de 1821, que mourut d'une crise cardiaque, le 1er juillet 1917, le peintre Antonio de La Gandara[4],[5]. Son atelier était devenu un salon mondain où se rencontrait l'élite intellectuelle de l'époque[6] ; une plaque lui rend hommage. Le peintre Yves Brayer vécut dans cet hôtel de 1936 jusqu'à sa mort en 1990. L'écrivain Frédéric Beigbeder et son frère Charles y passèrent également une partie de leur enfance dans les années 1970, comme en témoignent de nombreux passages du livre Un roman français (2009) écrit par le premier[7].
- No 26 : le poète ésotérique Victor-Émile Michelet y vit de 1908, jusqu'à sa mort en 1938.
- No 28 : lieu de naissance de Pierre Boudreaux (1882-1914), philologue et membre de l'École française de Rome.

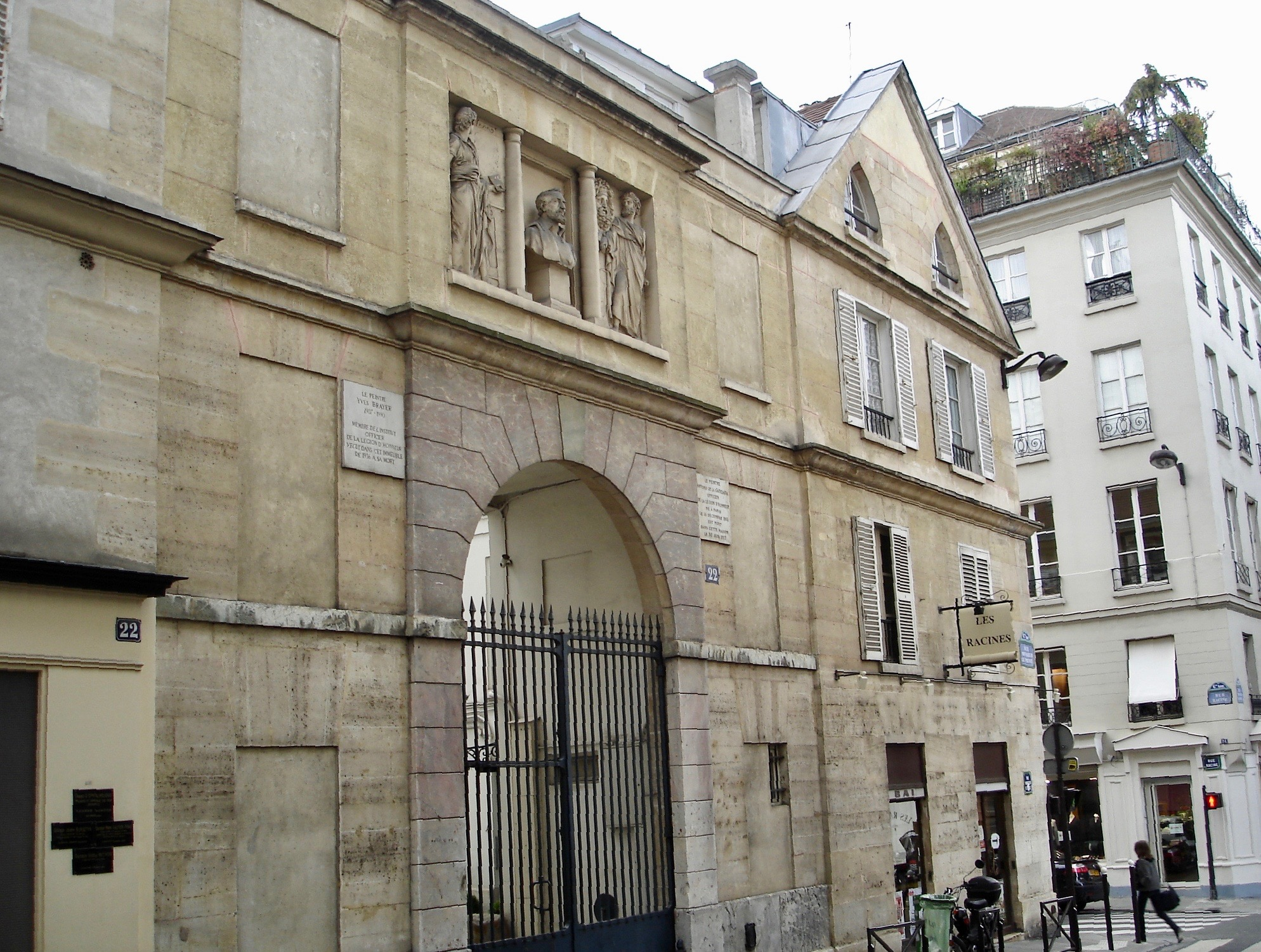
Hôtel particulier où vécurent les peintres Antonio de La Gandara et Yves Brayer, ainsi que l'écrivain Frédéric Beigbeder.
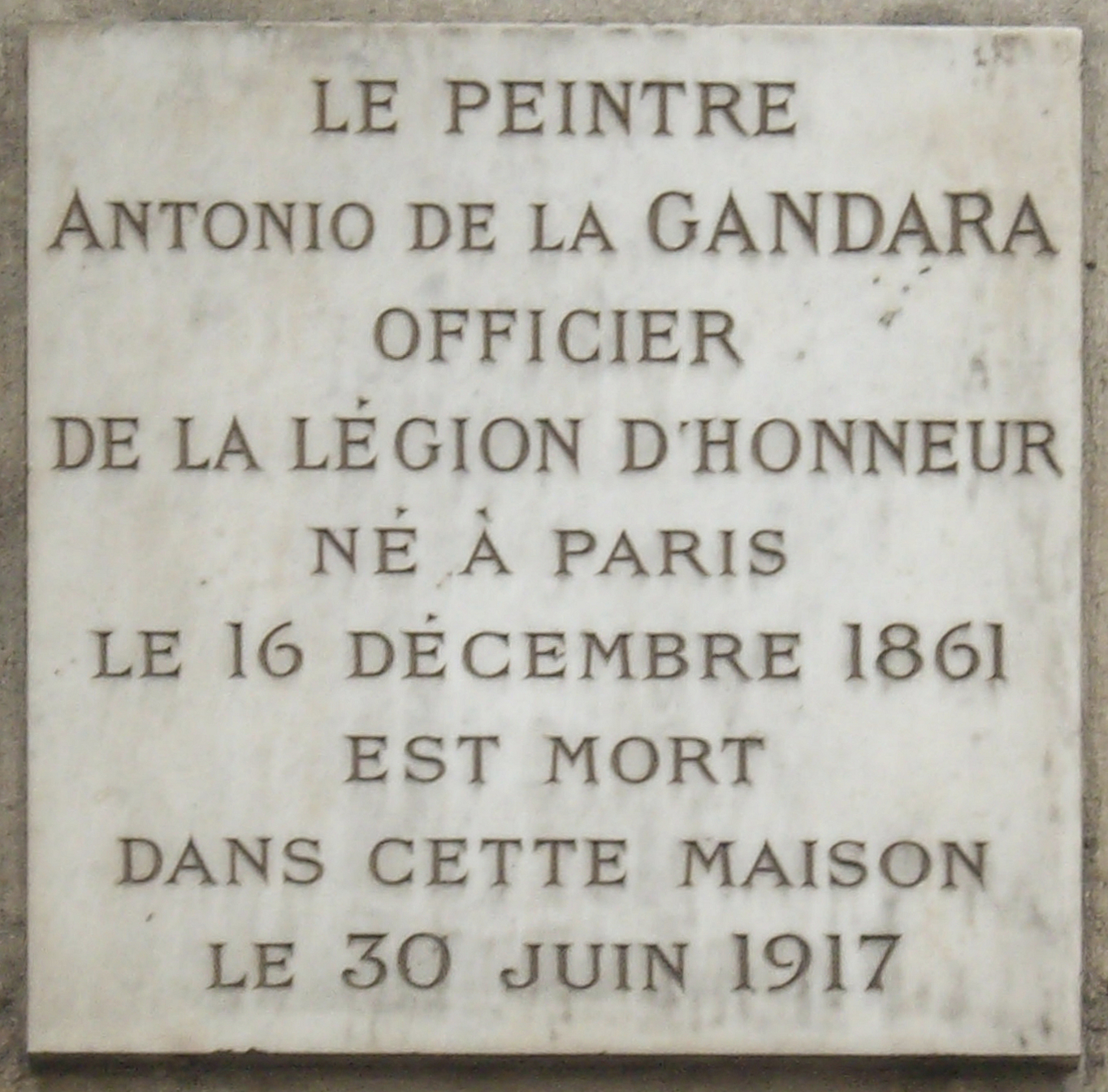
Plaque au n°22.
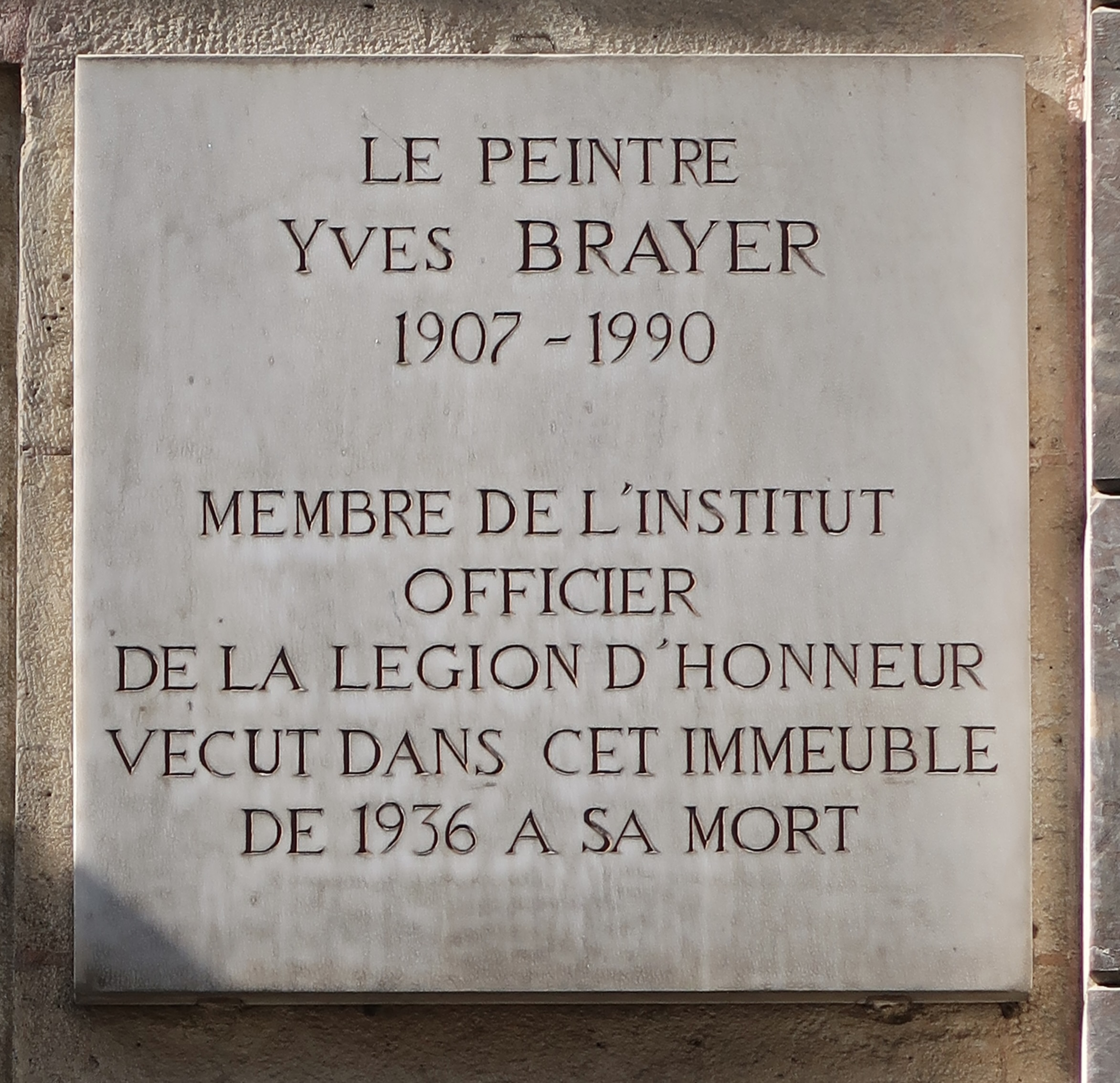
Plaque au n°22.
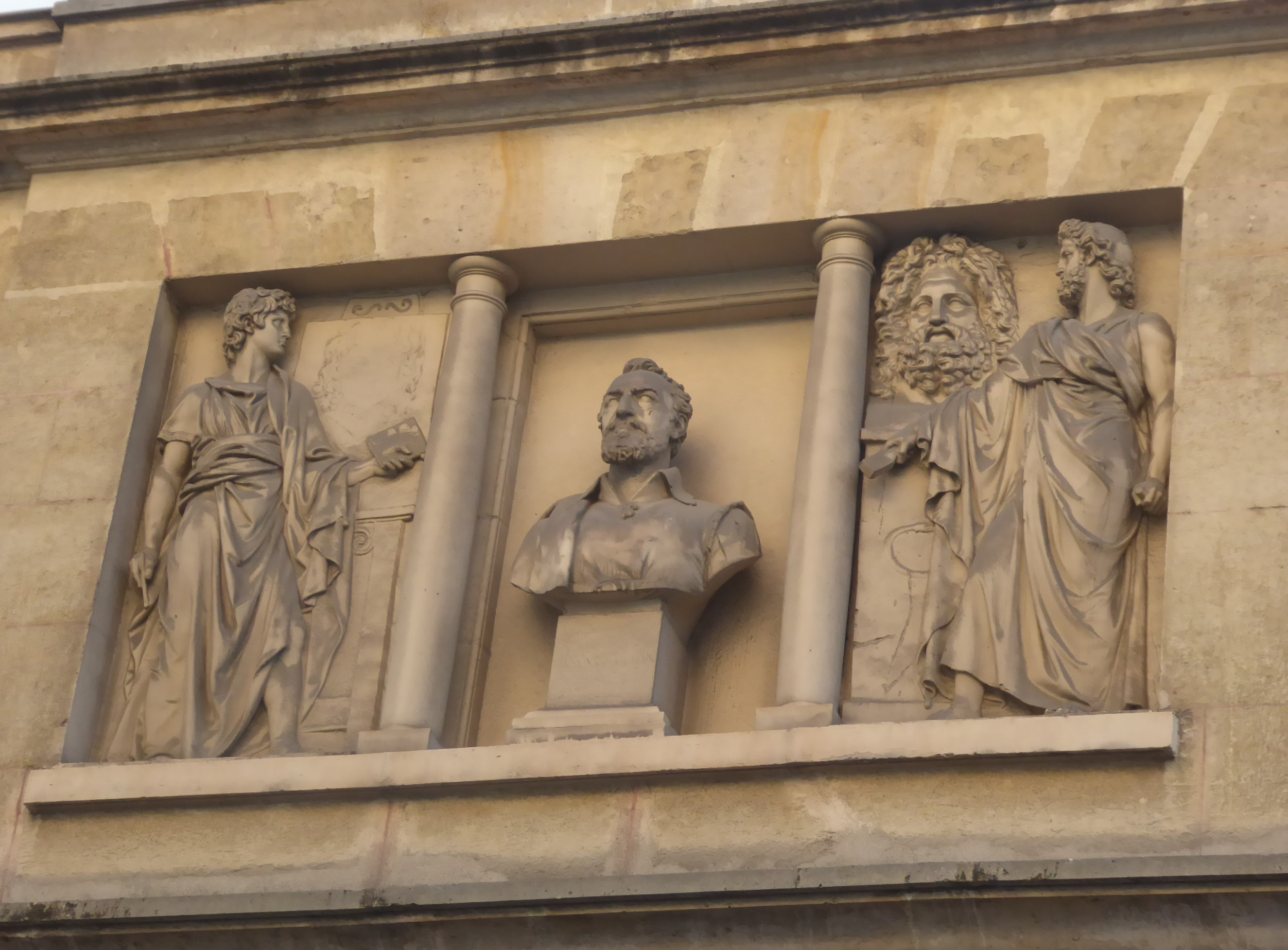
Détail du tympan.
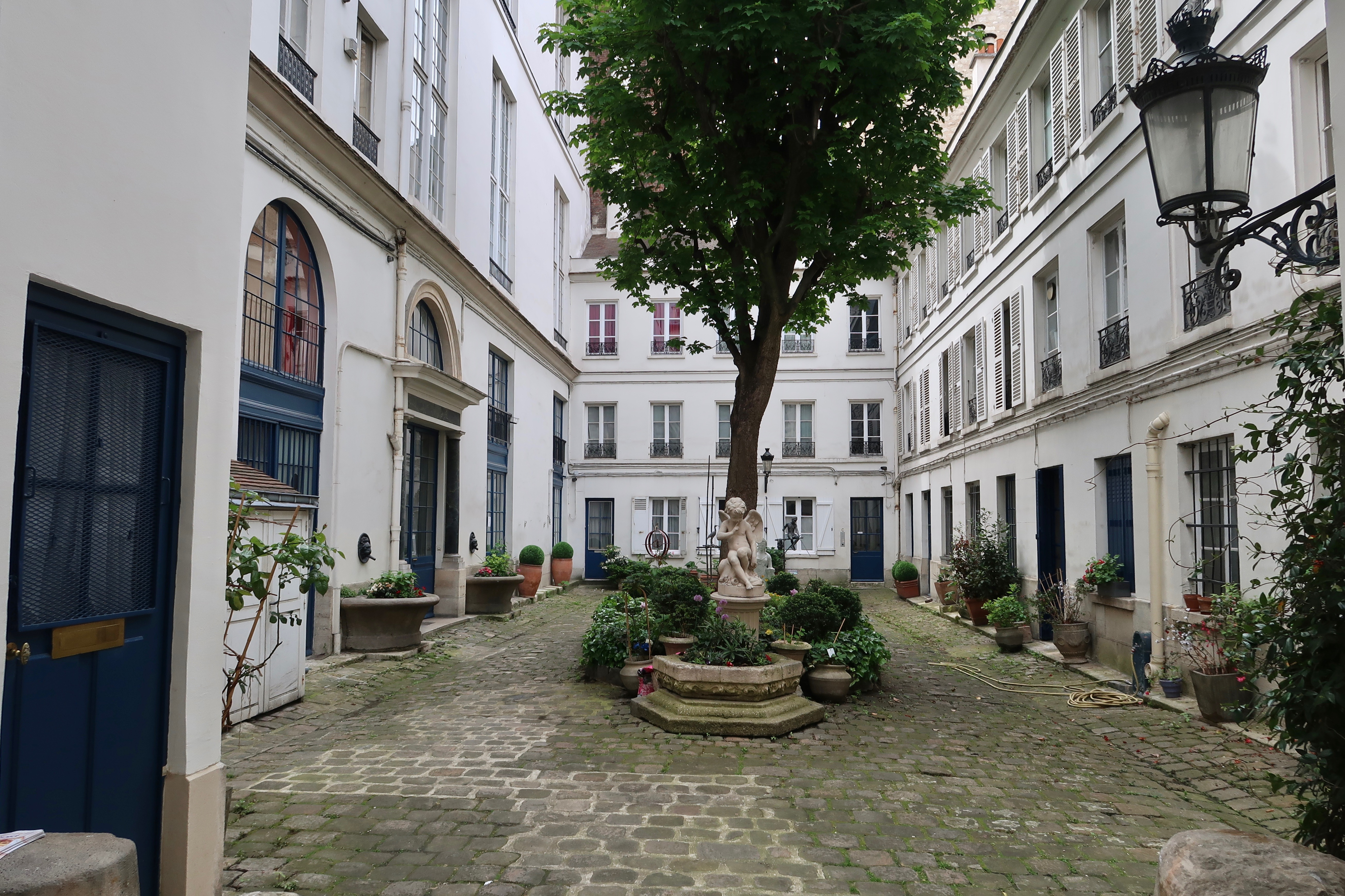
La cour de l'hôtel particulier.
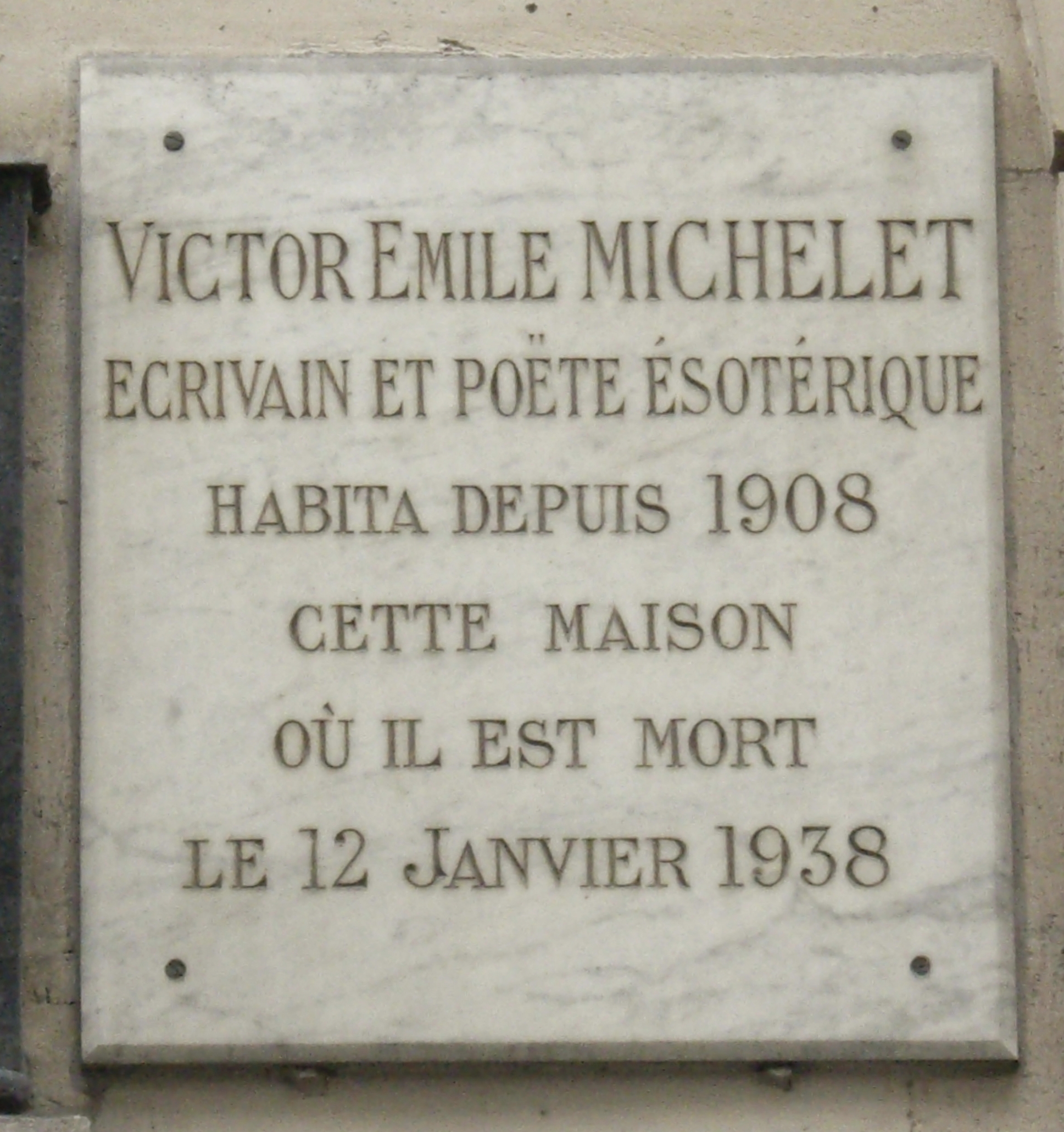
Plaque au n°26.
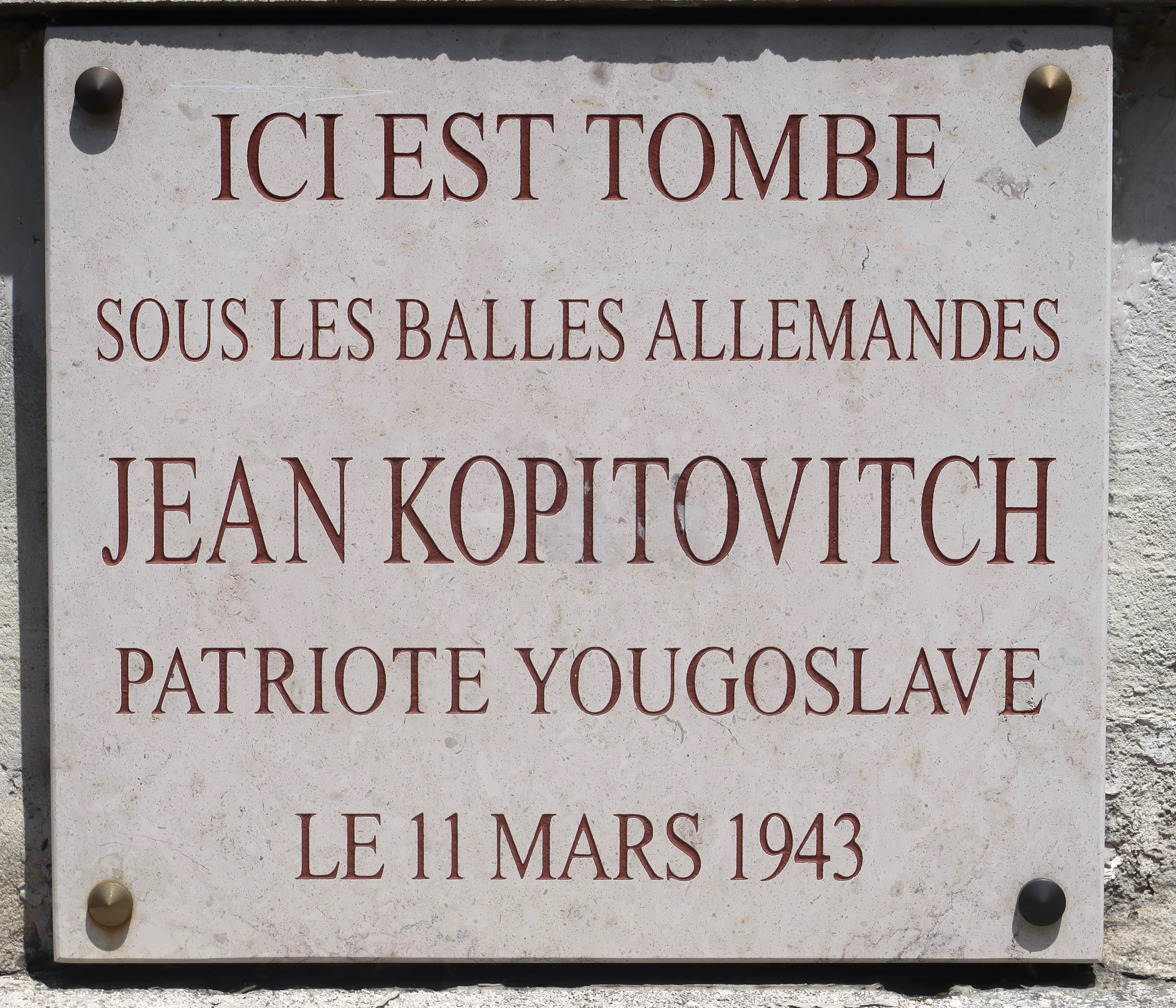
Plaque au croisement avec la rue Racine en hommage au patriote yougoslave Jean Kopitovitch, tué en 1943. Intrigué par cette plaque, François-Guillaume Lorrain lui consacre le livre Vous êtes de la famille ? (Flammarion, 2019)[8].

- No 36 : premier logement parisien du chanteur Charles Aznavour (1924-2018), où il a vécu jusqu'à l'âge adulte. Il mentionne la rue dans sa chanson Autobiographie (1980) : « J'ai ouvert les yeux sur un meublé triste / Rue Monsieur-Le-Prince au Quartier Latin ». À l'occasion du 95e anniversaire de sa naissance, le 21 mai 2019, une plaque est dévoilée sur la façade de l'immeuble. Dans le même quartier, un buste à l'effigie du chanteur est installé en 2021 carrefour de l'Odéon[9].
- No 41 : le restaurant Polidor est un des plus anciens bistrots parisiens. Fondé en 1845, il porte son nom actuel depuis le début du XXe siècle. L'intérieur a, dans son ensemble, gardé son style d'il y a cent ans et ses toilettes sont décrites comme « légendaires ».

C'est à l'Hôtel d'Orient, situé au-dessus du restaurant, qu'Arthur Rimbaud s'installe en 1872, de retour de Charleville. Il n'y restera pas très longtemps, car dès novembre, il emménage à l'Hôtel des Étrangers, situé à l'angle du boulevard Saint-Michel et de la rue Racine.

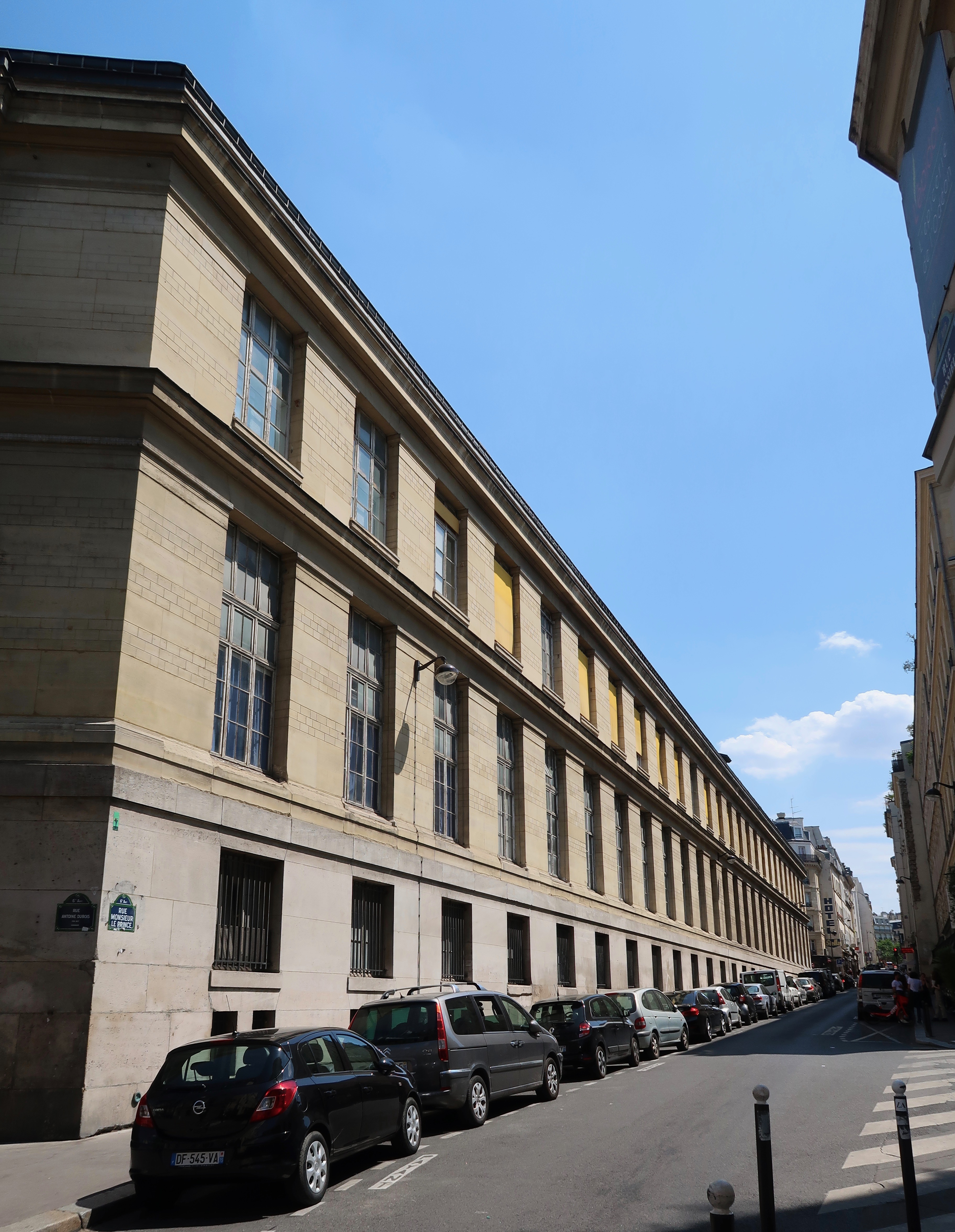
Arrière de l'université Paris-Descartes.
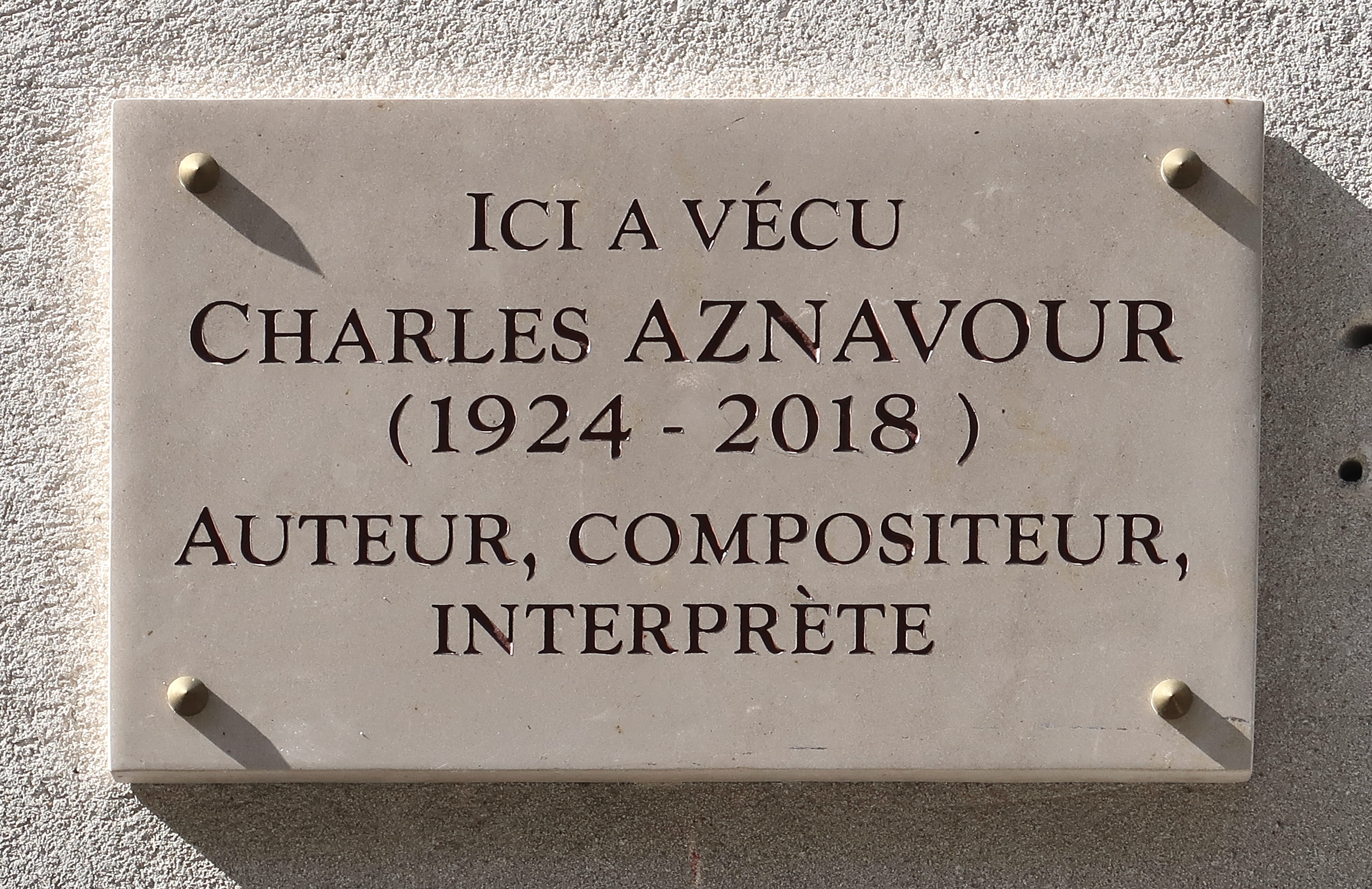
Plaque au no 36.
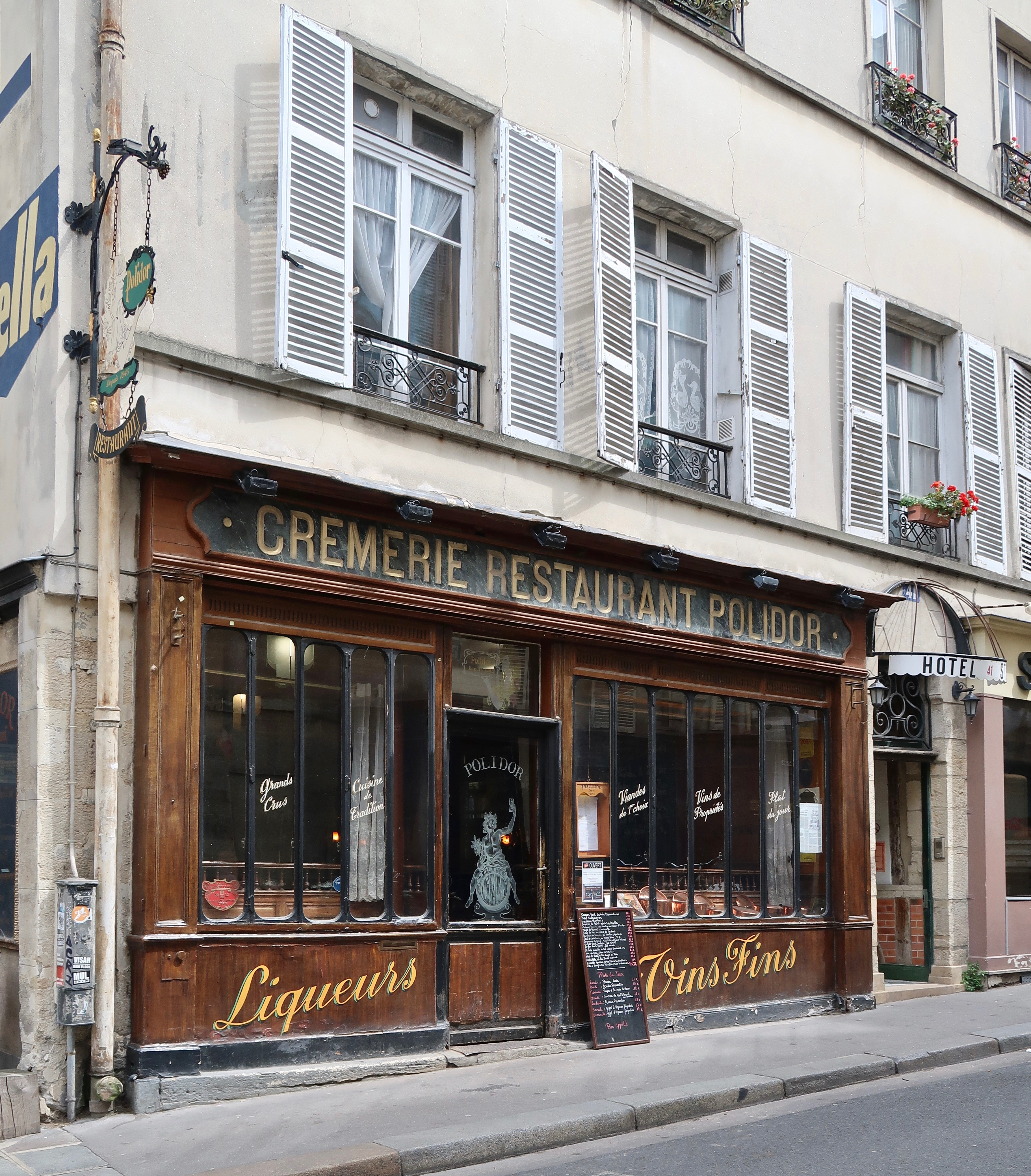
Façade du restaurant Polidor.

- No 51 : Librairie orientale H. Samuelian, fondée en août 1930 par Hrant Samuelian et lieu important de la diaspora arménienne en France.

- No 54 : le 1er octobre 1654, Blaise Pascal s'installe à cette adresse, alors rue des Francs-Bourgeois-Saint-Michel. Il y restera jusqu'au 29 juin 1662, où malade, il sera transporté chez sa sœur au 67, rue du Cardinal-Lemoine. Le 23 novembre 1654, Pascal connaît « la nuit de feu » qu’il relate dans le Mémorial[10].

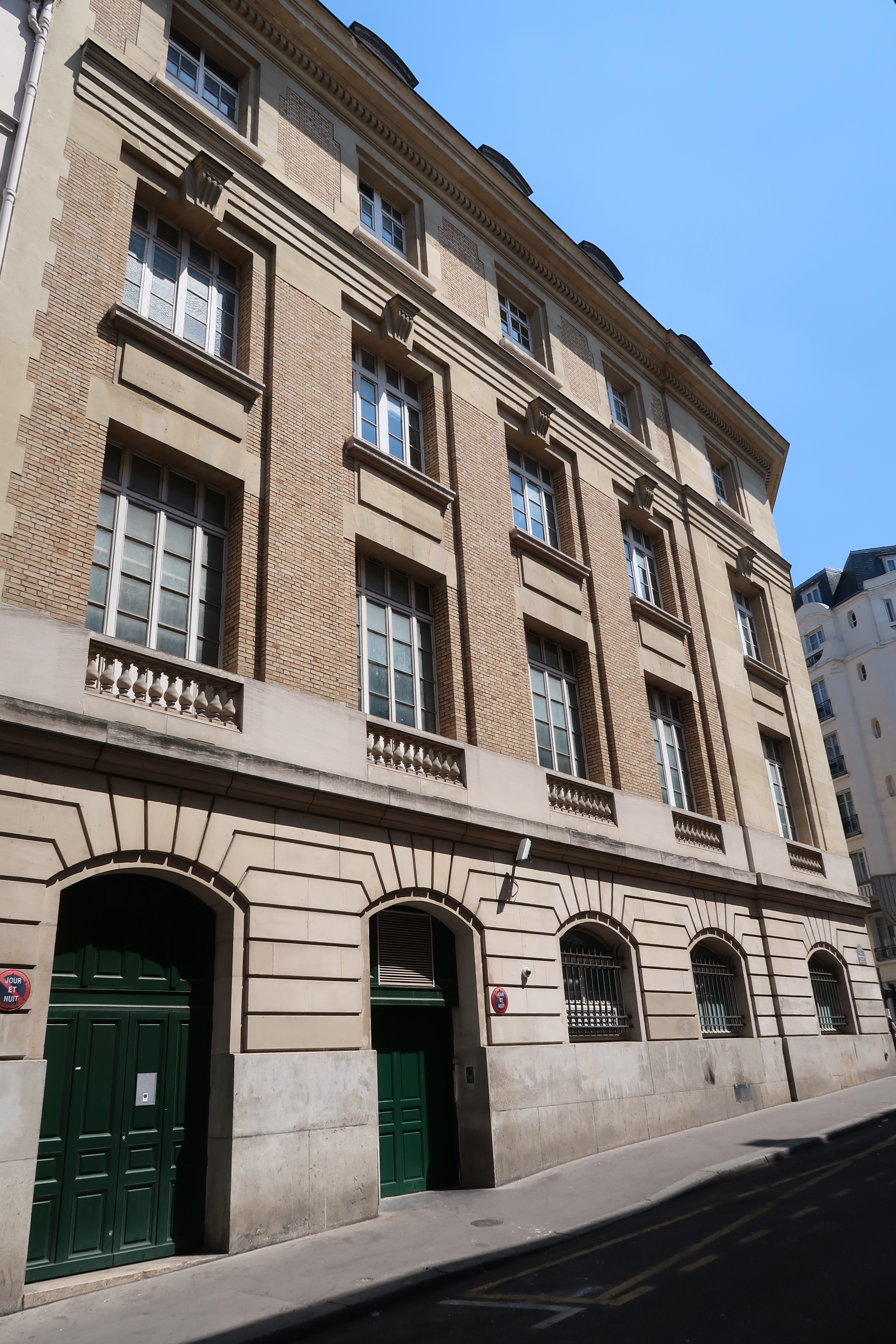
Arrière du lycée Saint-Louis.
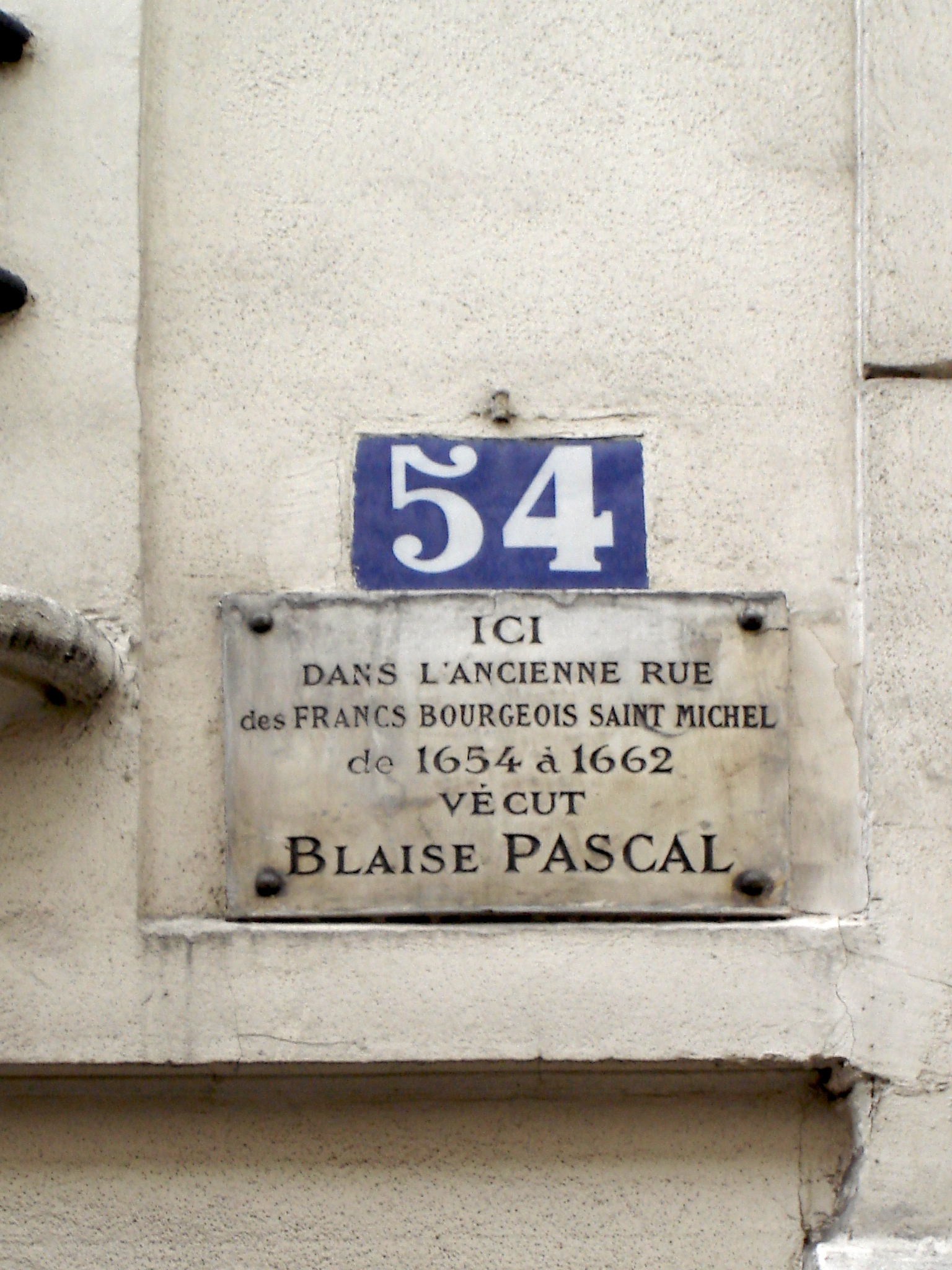
Plaque commémorative sur la maison où vécut Pascal.
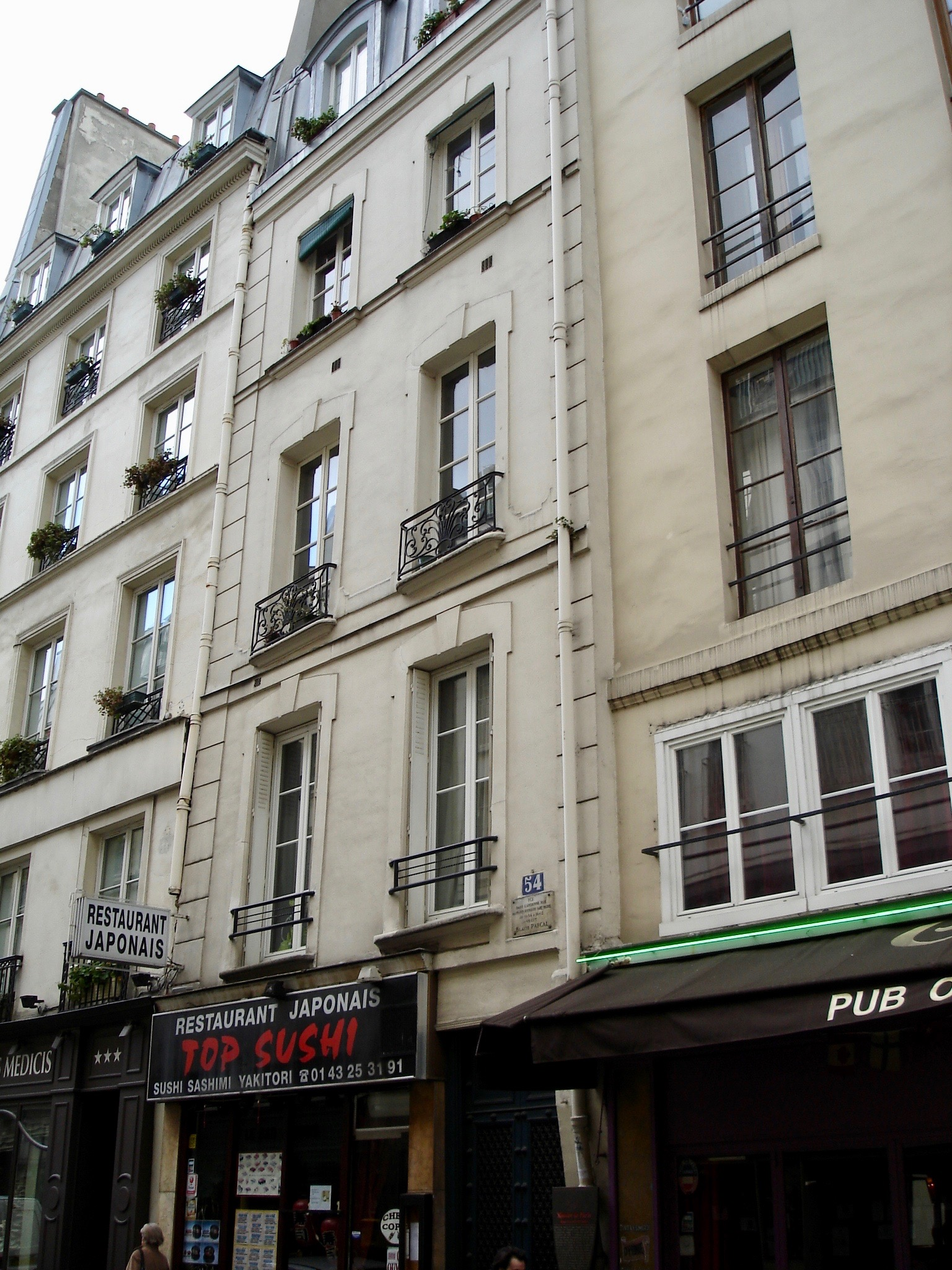
Maison du XVIIe siècle où vécut Pascal.

- No 60 : ancienne librairie du Zodiaque du poète Pierre Béarn.

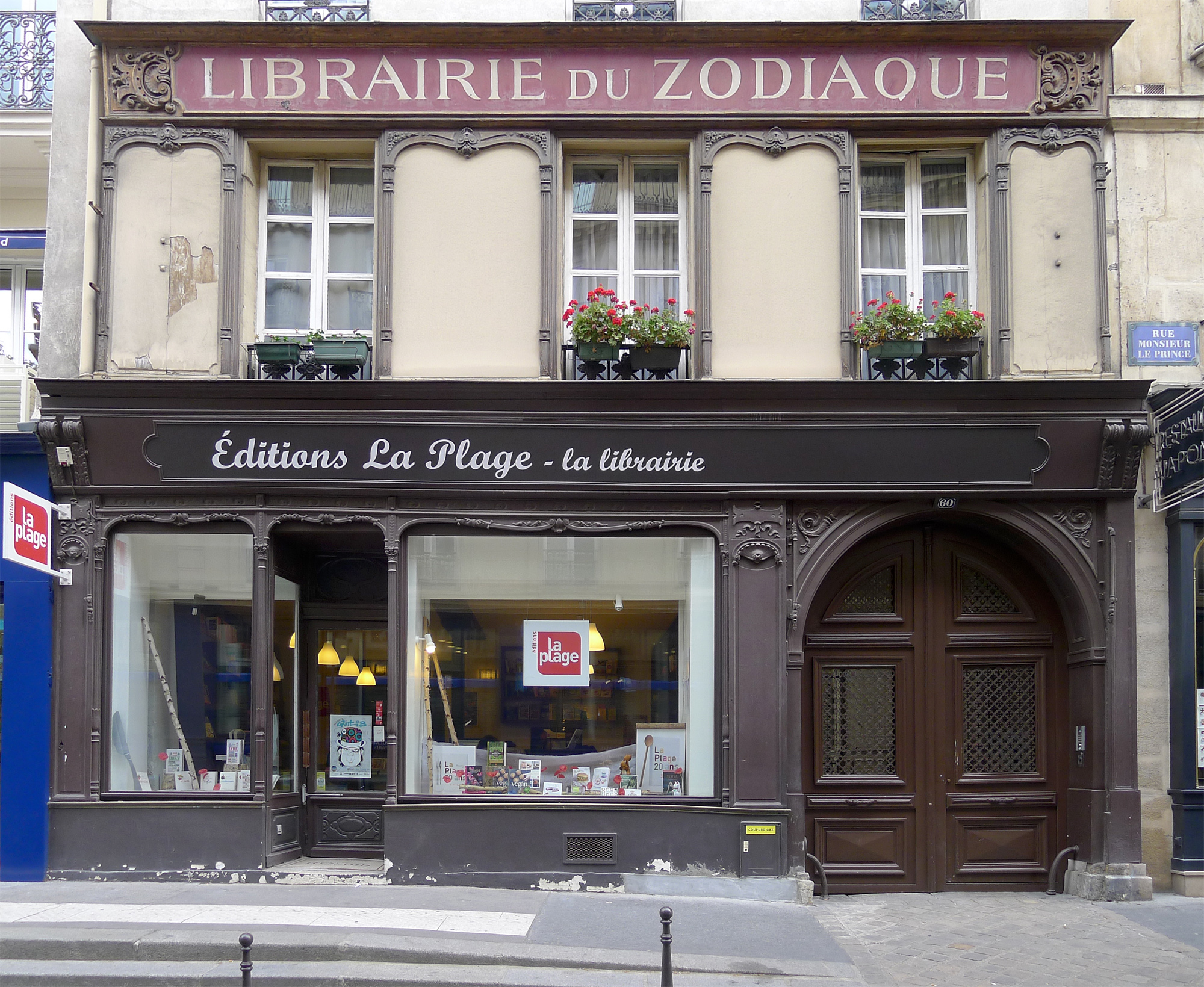

- No 67 : le cinéma Les 3 Luxembourg, un haut lieu parisien du cinéma d'art et essai, est inauguré au no 67 le 16 décembre 1966.

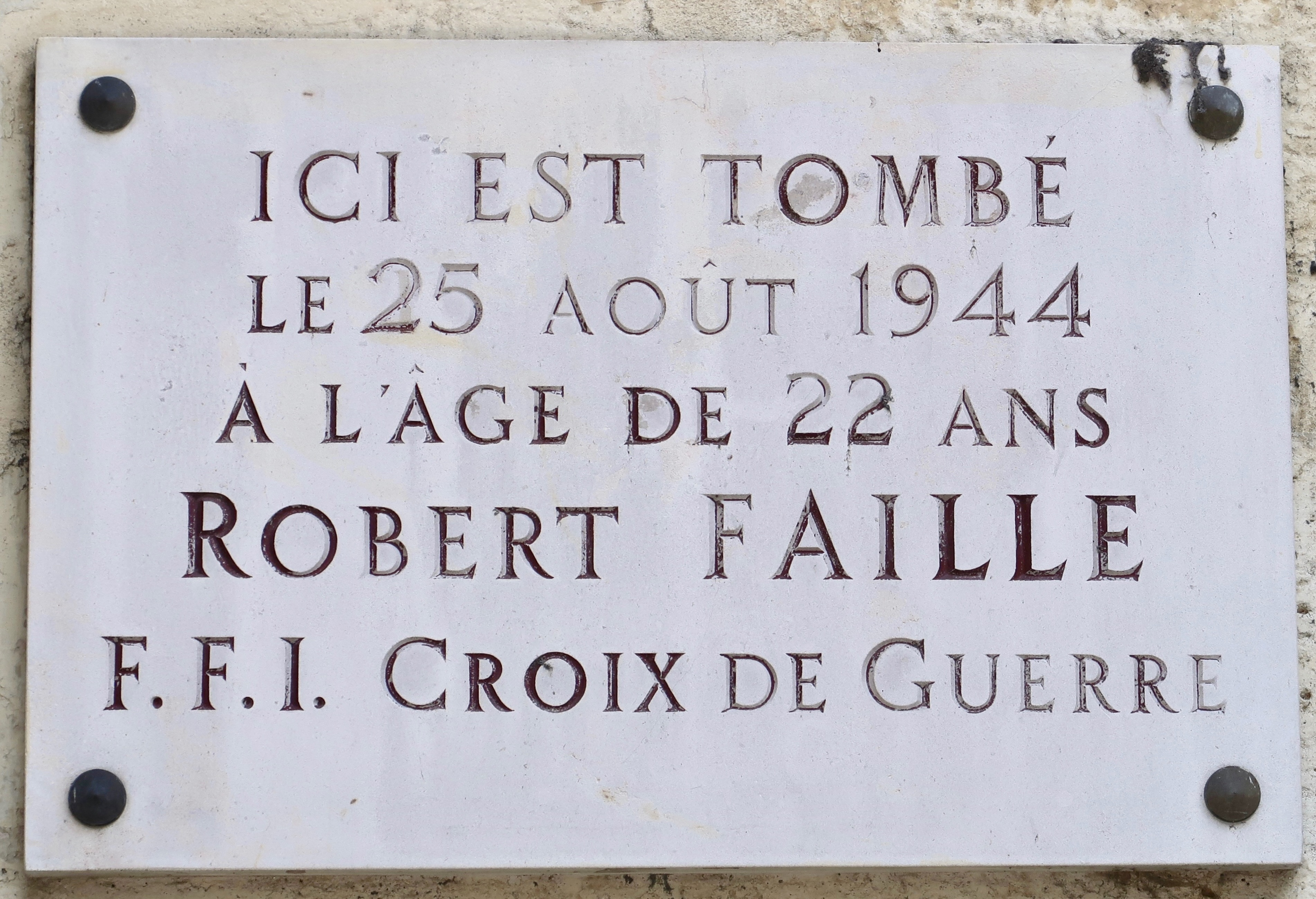
Plaque au no 64, en hommage à Robert Faille, mort pendant la Libération de Paris.
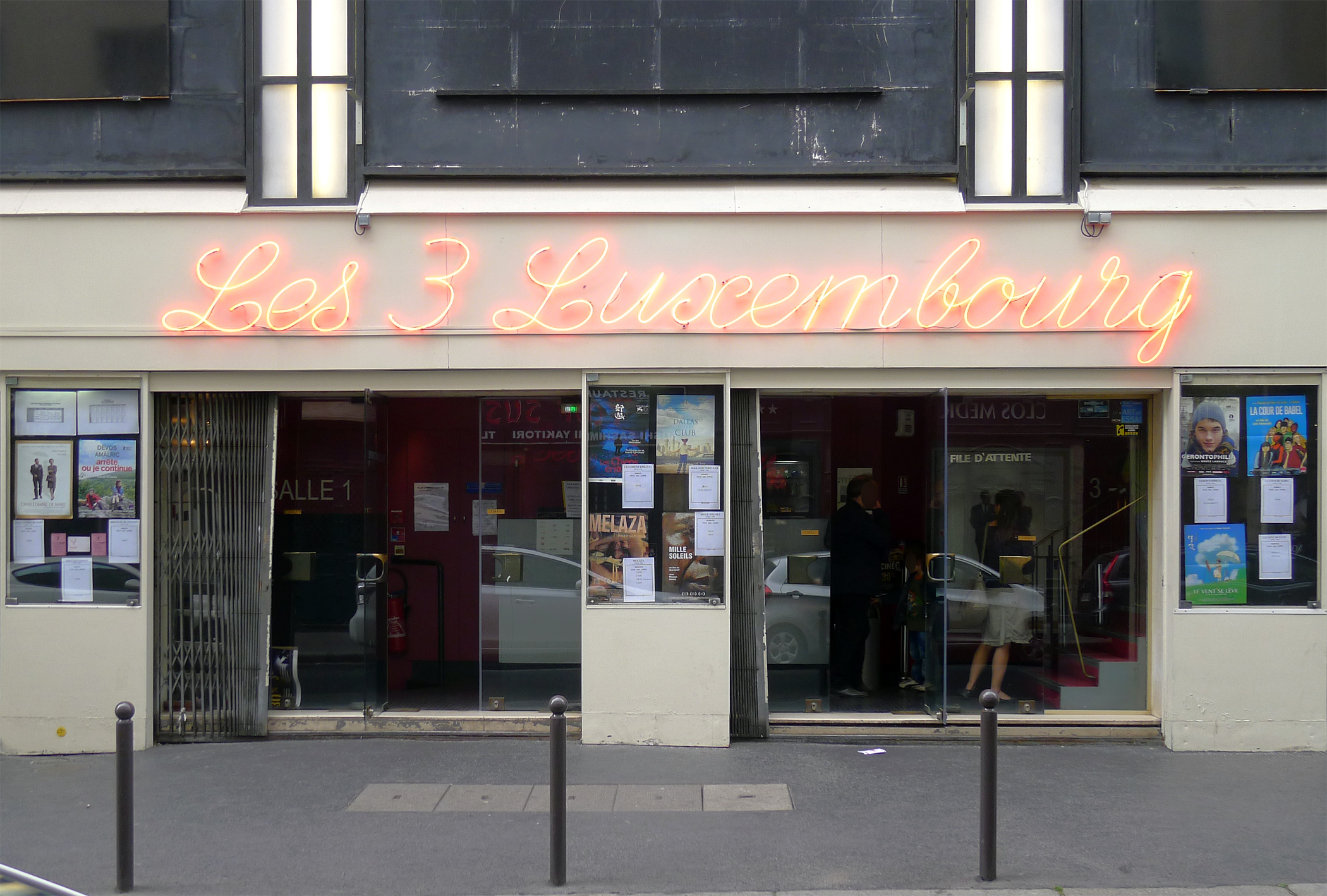

- Le philosophe René Maublanc a vécu dans cette rue[11].

## Dans la culture populaire
- Pierre Perret évoque cette rue dans sa chanson Les Postières (1987) : « - C'est pour Paris ou la province ? / - Paris seul'ment, rue Monsieur l'Prince ! ».
- La rue est également mentionnée par le personnage de Pauline au début du film Mon crime de François Ozon sorti en 2023.